# レオナルド・ダ・ヴィンチ

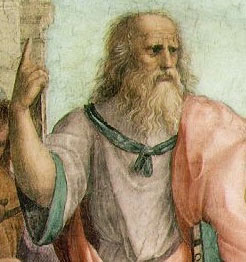
ラファエロのアテナイの学堂に描かれたプラトン役のレオナルド・ダ・ヴィンチ

レオナルド・ダ・ヴィンチ（伊: Leonardo da Vinci、イタリア語発音: [leoˈnardo da ˈvintʃi]  発音）1452年4月15日 - 1519年5月2日（ユリウス暦））は、フィレンツェ共和国（現在のイタリア）のルネサンス期を代表する芸術家。フルネームは、レオナルド・ディ・セル・ピエロ・ダ・ヴィンチ（Leonardo di ser Piero da Vinci）。

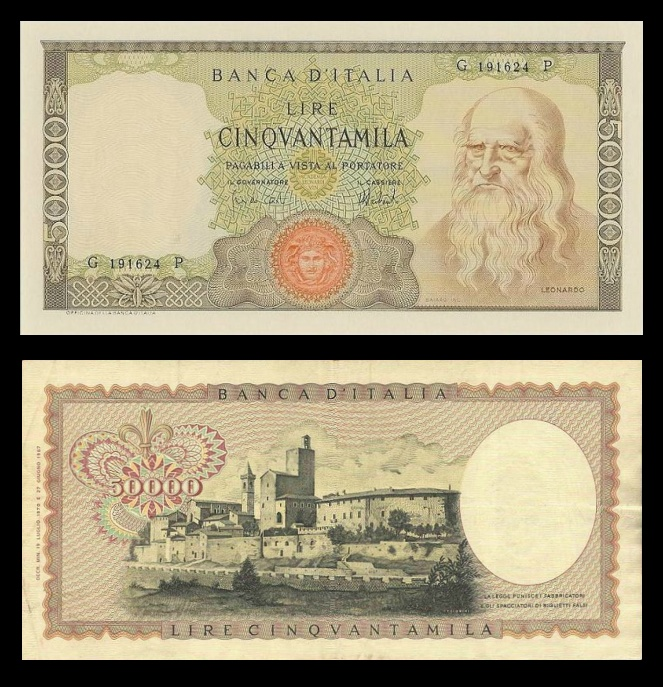
レオナルド・ダ・ヴィンチの肖像がデザインされている50000リラ紙幣（1967年 - 1974年発行）

しばしば「ダ・ヴィンチ」と称されることがあるが、これは固有の姓というより「ヴィンチ村出身」を意味しているため、個人名の略称としては「レオナルド」を用いるのが適切である。ただし、レオナルド本人や知人が「ダ・ヴィンチ」あるいは「ヴィンチ」を苗字として記した例もあり、まったくの誤りとも言えない。
「万能の天才」と称されるレオナルドは、芸術家、画家でありながら博学者、科学者、占星術師としての一面も持ち、鏡文字、音楽、建築、料理、美学、数学、幾何学、会計学、生理学、組織学、解剖学、美術解剖学、人体解剖学、動物解剖学、植物解剖学、博物学、動物学、植物学、鉱物学、天文学、気象学、地質学、地理学、物理学、化学、光学、力学、工学、流体力学、水理学、空気力学、飛行力学、飛行機の安定、航空力学、航空工学、自動車工学、材料工学、土木工学、軍事工学、潜水服などの分野に顕著な業績と手稿を残したとされる。完全に解明されていない作品もあり、21世紀になっても幻と言われる作品も存在している。

## 人物
レオナルドはルネサンス期を代表する芸術家であり、「飽くなき探究心」と「尽きることのない独創性」を兼ね備えた人物といわれている。史上最高の画家の一人と評されるとともに、人類史上で最も多才との呼び声も高い人物である。
アメリカ人美術史家ヘレン・ガードナーは、レオナルドが関心を持っていた領域の広さと深さは空前のもので「レオナルドの知性と性格は超人的、神秘的かつ隔絶的なものである」とした。しかし一方で、マルコ・ロッシは「レオナルドに関して様々な考察がなされているが、レオナルドのものの見方は神秘的などではなく極めて論理的であり、その実証的手法が時代を遥かに先取りしていたのである」と論じている。
画家としては、美術の中心地ローマで活躍することはできず、高く評価されるようになったのは19世紀に入って手稿が研究されてからである。20世紀になるとレオナルドはその個性から神話化され、ビジネスの対象となってしまい、過大評価がなされていると考える美術史家や科学史家も多い。
1452年4月15日、レオナルド・ダ・ヴィンチは、フィレンツェ共和国から20kmほど離れた郊外のヴィンチ村において、有能な公証人であったセル・ピエーロ・ダ・ヴィンチと農夫の娘であったカテリーナとの間に非嫡出子として誕生した。
1466年頃、レオナルドは、当時フィレンツェで工房を主宰していたフィレンツェの画家で、彫刻家でもあったヴェロッキオが運営する工房に入門した。72年にはフィレンツェ画家組合に加入した。
画家としてのキャリア初期には、ミラノ公ルドヴィーコ・スフォルツァに仕えている。その後はローマ、ボローニャ、ヴェネツィアなどで活動し、晩年はフランス王フランソワ1世に下賜されたフランスの邸宅で過ごした。
レオナルドは多才な人物だったが、存命中から現在にいたるまで、画家としての名声が高い。特に、彼の絵画作品の『モナ=リザ』と、『最後の晩餐』に知名度の点で比肩しうる絵画作品はほとんどないだろう。また、ドローイングの『ウィトルウィウス的人体図』も文化的アイコンと見なされており、イタリアの1ユーロ硬貨、教科書、Tシャツなど様々な製品に用いられている。現存するレオナルドの絵画作品は15点程度と言われており多くはないが、これはレオナルドが完全主義者で何度も自身の作品を破棄したこと、新たな技法の実験に時間をかけていたこと、一つの作品を完成させるまでに長年にわたって何度も手を加える習慣があったことなどによる。
レオナルドは科学的創造力の面でも秀でていた。ヘリコプターや戦車の概念化、太陽エネルギーや計算機の理論、二重船殻構造の研究、さらには初歩のプレートテクトニクス理論も理解していた。レオナルドが構想、設計したこれらの科学技術のうち、レオナルドの存命中に実行に移されたものは僅かだったが、自動糸巻器、針金の強度検査器といった小規模なアイディアは実用化され、製造業の黎明期をもたらした。
また、解剖学、土木工学、光学、流体力学の分野でも発見をしていたが、レオナルドがこれらの発見を公表しなかったために、後世の科学技術の発展に直接の影響を与えることはなかった。しかしこれはレオナルドが書き残した膨大な手記が、遺産相続した人々が著名人の手記として価値あるものとして手元に保管したので、長らく世間に公開されなかったのが原因であると現在では解されている。

## 生涯

### 生い立ち (1452年～)

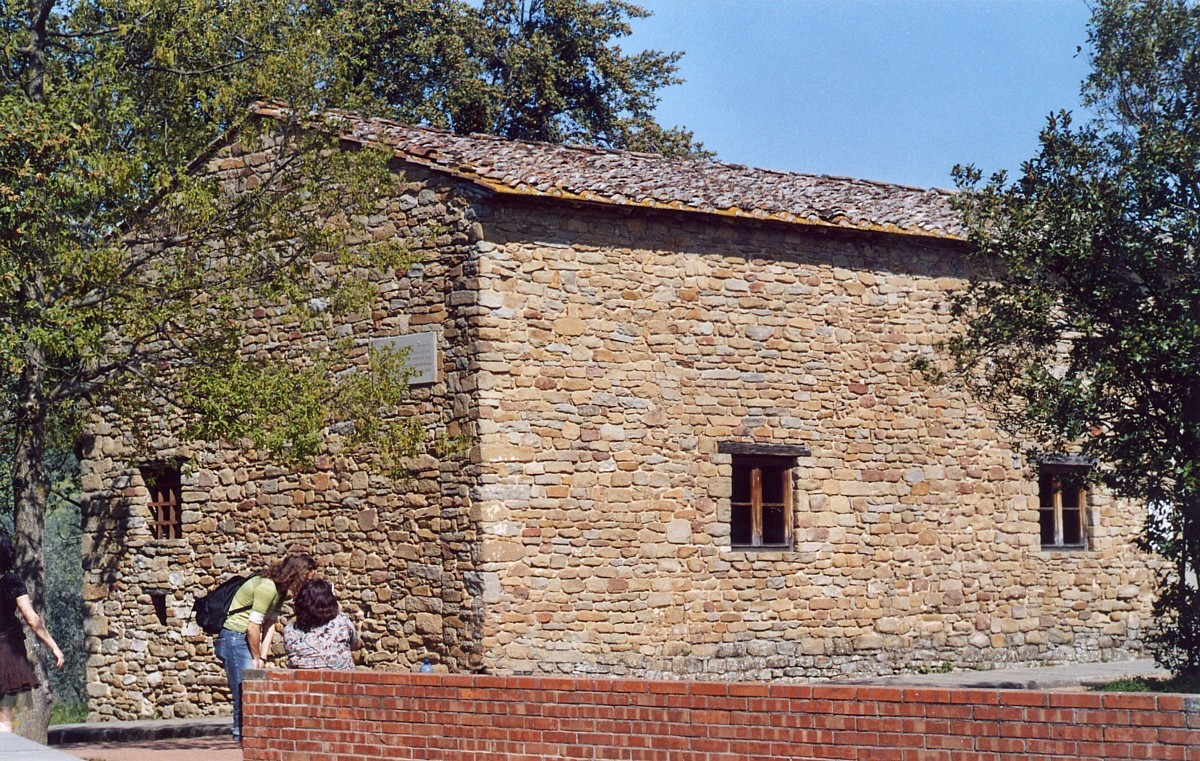
レオナルドが幼少期を過ごした家（ヴィンチ村）

レオナルドは1452年4月15日（ユリウス暦）の「日没3時間後」に、トスカーナのヴィンチに生まれた。ヴィンチはアルノ川下流に位置する村で、メディチ家が支配するフィレンツェ共和国に属していた。
父のセル（メッセル）・ピエロ・フルオジーノ・ディ・アントーニオ・ダ・ヴィンチはフィレンツェの裕福な公証人、母のカテリーナはおそらく農夫の娘で、嫡出子であった。
レオナルドの「姓」であるダ・ヴィンチは、「ヴィンチ（出身）の」を意味する。出生名の「レオナルド・ディ・セル・ピエロ・ダ・ヴィンチ」は、「ヴィンチ（出身地）のセル・ピエロ（父親の名）の（息子である）レオナルド」という意味となる。セル（メッセル ：Messer） は敬称であり、レオナルドの父親が公証人に就いていたことを示している。
レオナルド自身は長じて後も子供をもうけなかったとみられるが、父親の血筋を引く子孫の調査が1970年代から進められてきた。その結果、22人の異母きょうだいがいたことと、その父親の直系子孫14人がイタリアにいることが、レオナルド・ダ・ヴィンチ理想博物館（ヴィンチ村）の研究により判明した。

### 幼少期 (1457年～)

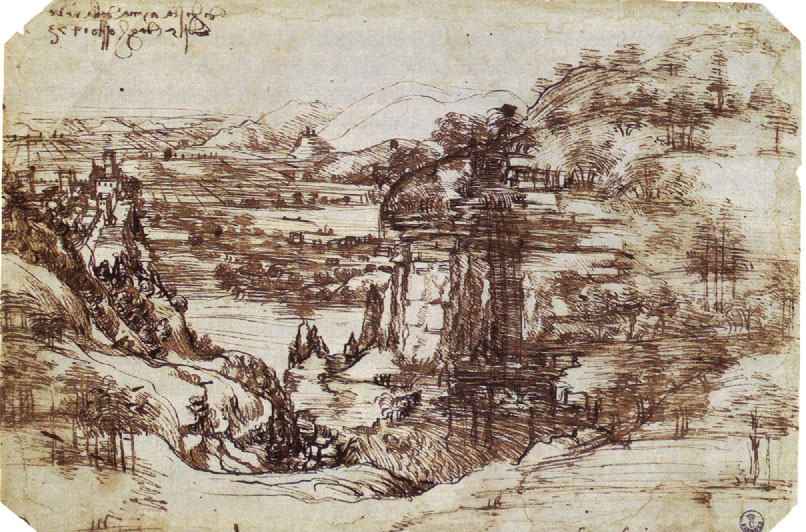
現在知られている、レオナルドが描いた最初期のドローイング、ウフィツィ美術館（フィレンツェ）。

レオナルドの幼少期についてはほとんど伝わっていない。生まれてから5年をヴィンチの村落で母親とともに暮らし、実の母親はすぐに他家に嫁いだ。1457年からレオナルドは父親に引き取られて、祖父母、叔父フランチェスコと、ヴィンチの都市部で過ごした。
祖父も叔父も定職に就かず、土地の収入で気ままに生活していた。レオナルドの父親セル・ピエロは、レオナルドが生まれて間もなくアルビエラという名前の16歳の娘と結婚しており、レオナルドとこの義母の関係は良好だったが、義母は若くして死去してしまっている。レオナルドが16歳のときに、父親が20歳の娘フランチェスカ・ランフレディーニと再婚したが、セル・ピエロに嫡出子が誕生したのは、3回目と4回目の結婚時のことだった。
レオナルドは、祖父母からイタリア語の教育を受け、西洋教育史の初等学校（7歳 - 15歳）には通えず、正式にではなかった。ラテン語学校（7歳 - 24歳）に通うヴィンチ村の子供（青年・少年たち）から、ラテン語、数学、幾何学、絵画の教育を受けたとされるが、見聞きした程度であり独学であった。
レオナルドは根暗に家や寝室に篭るよりも、野山や谷川を好んだ。時には村の馬小屋にて、馬の世話やスケッチなどをして幼少期を過ごしたとされる。
トビが舞い降りる神秘体験
後にレオナルドは、幼少期の記憶として二つの出来事を記している。一つはレオナルド自身が何らかの天啓とも言うべき「神秘体験」と考えていた記憶であり、トビが空から舞い降り、子供用ベッドで寝ていたレオナルドの口元を、その尾で何度も打ち据えたというものである。
このエピソードから精神分析学者ジークムント・フロイトは、『レオナルド・ダ・ヴィンチの幼年期のある想い出』というエッセイの中で、レオナルドが幼少の頃から「受身の同性愛者」だったことの表れであると論じている。
洞窟内の化け物
もう一つの記憶は、山を散策していたレオナルドが洞窟を見つけたときのものである。レオナルドは、洞窟の中に潜んでいるかもしれない化け物に怯えながらも、洞窟の内部はどのようになっているのだろうかという好奇心で一杯になったと記している。
レオナルドの幼少期は様々な推測の的となっている。16世紀の画家で、ルネサンス期の芸術家たちの伝記『画家・彫刻家・建築家列伝』を著したジョルジョ・ヴァザーリは、レオナルドの幼少期について次のように記述している。小作農の家で育ったレオナルドに、あるとき父親セル・ピエロが絵を描いてみるように勧めた。レオナルドが描いたのは「口から火を吐く化け物」の絵で、気味悪がったセル・ピエロはこの絵をフィレンツェの画商に売り払い、さらに画商からミラノ公の手に渡った。レオナルドの描いた絵で利益を手にしたセル・ピエロは、矢がハートに突き刺さった装飾のある楯飾りを購入し、レオナルドを育てた小作人へ贈った。

### ヴェロッキオ工房へ (1466年～)

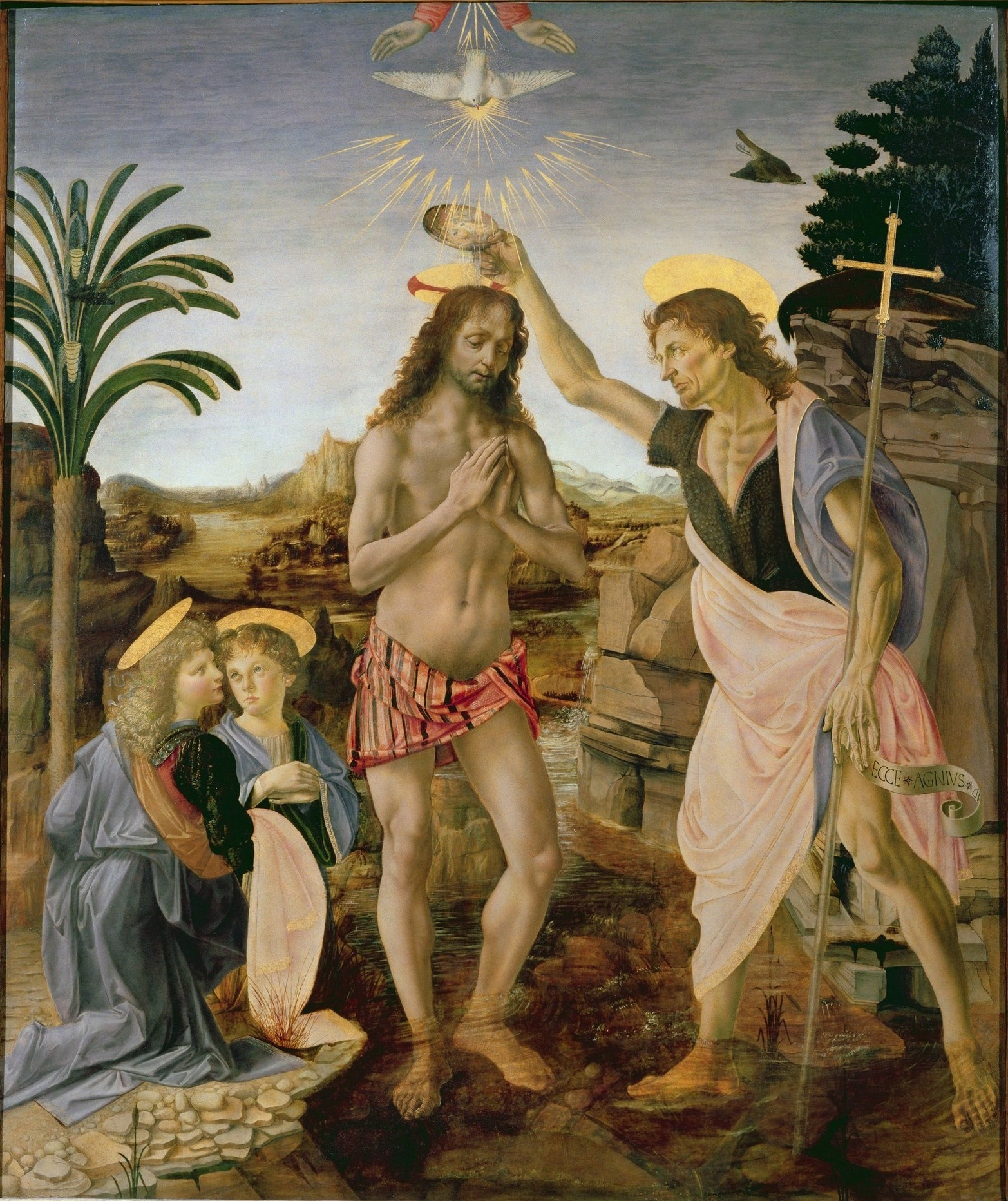
ヴェロッキオとレオナルドが描いた『キリストの洗礼』、1472年 - 1475年、ウフィツィ美術館（フィレンツェ）。

1466年に、14歳だったレオナルドはフィレンツェで最も優れた工房の一つを主宰していた芸術家ヴェロッキオに弟子入りした。ヴェロッキオの弟子、あるいは協業関係にあった有名な芸術家として、ドメニコ・ギルランダイオ、ペルジーノ、ボッティチェッリ、ロレンツォ・ディ・クレディらがいる。
レオナルドはこの工房で、理論面、技術面ともに目覚しい才能を見せた。レオナルドの才能は、ドローイング、絵画、彫刻といった芸術分野だけでなく、設計分野、化学、冶金学、金属加工、石膏鋳型鋳造、皮細工、機械工学、木工など様々な分野に及んでいた。
ヴェロッキオの工房で製作される絵画のほとんどは、弟子や工房の雇われ画家による作品だった。ヴァザーリはその著書で『キリストの洗礼』はヴェロッキオとレオナルドの合作で、レオナルドが受け持った箇所は、キリストのローブを捧げ持つ幼い天使であるとしている。そして、弟子レオナルドの技量があまりに優れていたために、師ヴェロッキオは二度と絵画を描くことはなかったと記されている。
『キリストの洗礼』はテンペラで描かれた絵画の上から、当時の新技法だった油彩で加筆された作品であり、近代の分析によると、風景、岩、キリストの大部分などもレオナルドの手によるものだと言われている。
また、レオナルドはヴェロッキオの美術作品2点のモデルになったとも言われている。それらの作品はフィレンツェのバルジェロ美術館が所蔵するブロンズ彫刻『ダビデ像』と、ロンドンのナショナル・ギャラリーが所蔵する『トビアスと天使』に描かれている大天使ラファエルである。

### 独立して協業 (1472年～)

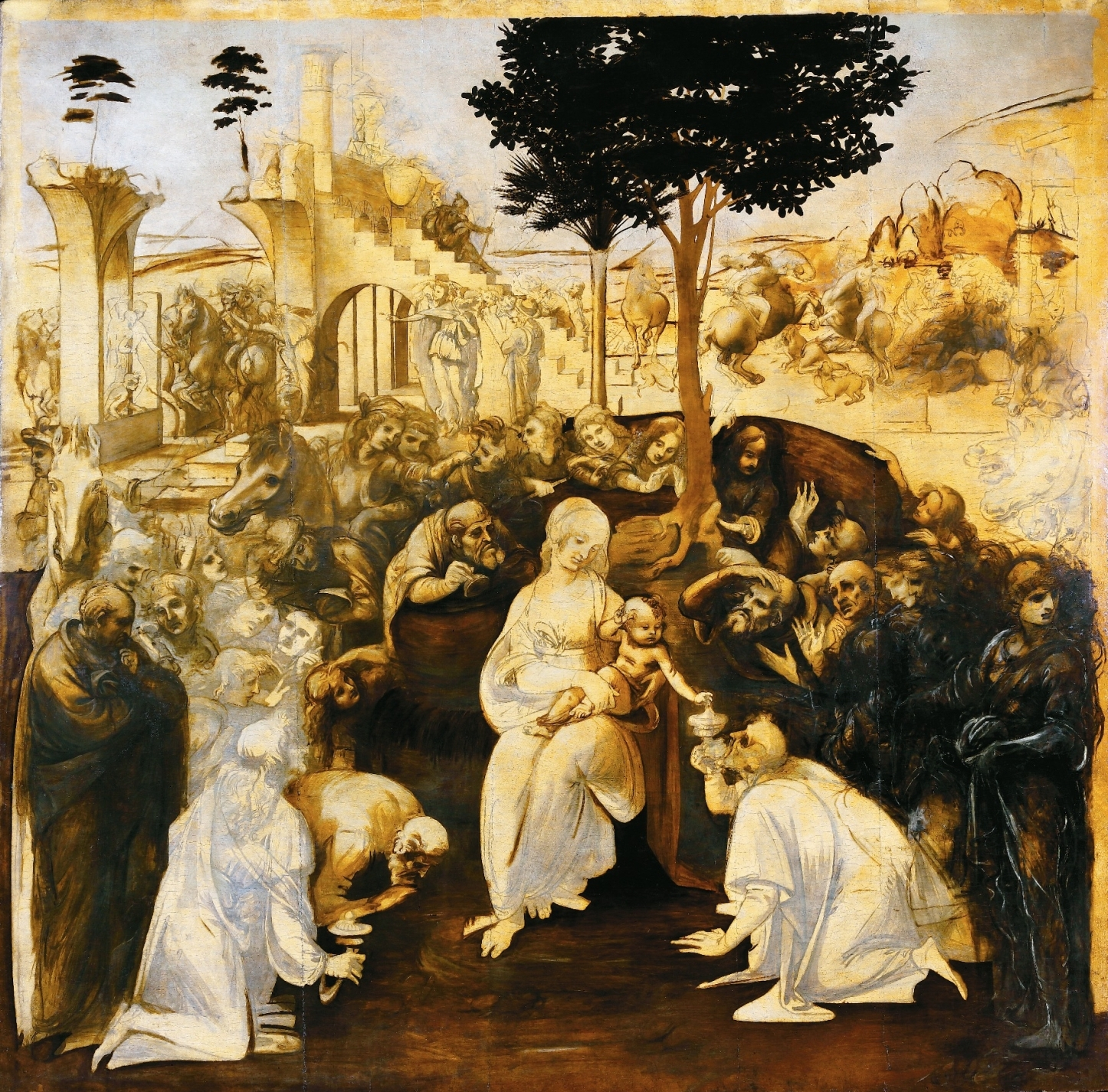
『東方三博士の礼拝』（1481年、ウフィツィ美術館、フィレンツェ）。未完成のこの作品には、多くの人々に囲まれた聖母子が描かれている。遠景には風景と崩壊した建物が表現され、聖母子のほうへとやってくる多くの人々が描かれている。近年、修復された。

レオナルドは20歳になる1472年までに、聖ルカ組合からマスター（親方）の資格を得ている。レオナルドが所属していた聖ルカ組合は、芸術だけでなく医学も対象としたギルドだった。
その後、おそらく父親セル・ピエロがレオナルドに工房を与えてヴェロッキオから独立させ、レオナルドはヴェロッキオとの協業関係を継続していった。制作日付が知られているレオナルドの最初期の作品は、1473年8月5日に、ペンとインクでアルノ渓谷を描いたドローイングである。
1476年のフィレンツェの裁判記録に、レオナルド他3名の青年が同性愛の容疑をかけられたが放免されたというものがある。この1476年以降、1478年になるまで、レオナルドの作品や居住地に関する記録が残っていない。
成人の頃には、すでに学者並みの知識や教養を得ていたと伝わる。当時の科学者たちから、正式な教育を施されていないレオナルドは、一生涯に渡って認められる事はなかった。生前時のレオナルドのバチカンや科学者たちの評価は、異端児・異端者・悪魔的である。

### 家からの独立 (1478年～)
1478年にレオナルドは、ヴェロッキオとの共同制作を中止し、父親の家からも出て行ったと思われる。アノニモ・ガッディアーノという正体不明の人物が、1480年にレオナルドがメディチ家の庇護を受けており、フィレンツェのサン・マルコ広場庭園で新プラトン主義者の芸術家、詩人、哲学者らが集まった、メディチ家が主宰するプラトン・アカデミーの一員だったという説を唱えている。
1478年ごろ、ヴェッキオ宮殿サン・ベルナルド礼拝堂の祭壇画や小「受胎告知」を制作。1481年5月にはサン・ドナート・スコペート修道院の修道士から、『東方三博士の礼拝』の制作依頼も受けている。しかしながら、礼拝堂祭壇画は未完成のまま放置された。『東方三博士の礼拝』もレオナルドがミラノ公国へと向かったために制作が中断され、未完成に終わっている。
ヴァザーリの著書によると、レオナルドは才能溢れる音楽家でもあり、1482年に馬の頭部を意匠とした銀のリラを制作したとされている。フィレンツェの支配者ロレンツォ・デ・メディチが、この銀のリラを土産にレオナルドをミラノ公国へと向かわせ、当時のミラノ公ルドヴィーコ・スフォルツァとの間で平和条約を結ぼうとした。当時のレオナルドがルドヴィーコに送った書簡の記述で、現在もよく引用される文章がある。レオナルドが自然科学分野で驚嘆すべき様々な業績を挙げていたことを物語る内容で、さらにレオナルドが絵画分野でも非凡な能力を有していることをルドヴィーコに告げる文章である。
20代後半のレオナルドは、画家仲間にはその才能が知られていたが、その完璧主義のためか『荒野の聖ヒエロニムス』『東方三博士の礼拝』など未完成の作品が多かった。そのため1481年、ローマ教皇はシスティーナ礼拝堂の装飾のため、イタリア全域から才能ある画家が集められた際には、未完成ばかりで代表作のない29歳のレオナルドは招集されなかった。

### ミラノで活動 (1482年～)
レオナルドは1482年から1499年まで、ミラノ公国で活動した。現在ロンドンのナショナル・ギャラリーが所蔵する『岩窟の聖母』は、1483年に聖母無原罪の御宿り信心会からの依頼で、サンタ・マリア・デッレ・グラツィエ修道院の壁画『最後の晩餐』（1495年 - 1498年）も、このミラノ公国滞在時に描かれた作品である。
1493年から1495年のレオナルドの納税記録が現存しており、レオナルドの扶養家族の中にカテリーナという女性が記載されている。この女性は1495年に死去しているが、このときの葬儀費用明細から、レオナルドの生母カテリーナだと考えられている。
レオナルドが正式な教育を受けたのは、1496年ごろ(43歳前後)だと言われており、数学者ルカ・パチョーリのもとで数学（純粋数学）、複式簿記（会計学）を教わった。レオナルドは、手稿に弟子のサライ（後述）の無駄遣いなど、会計学に基づいた手記を記している。これがレオナルドの最初で最後の正式な教育である。

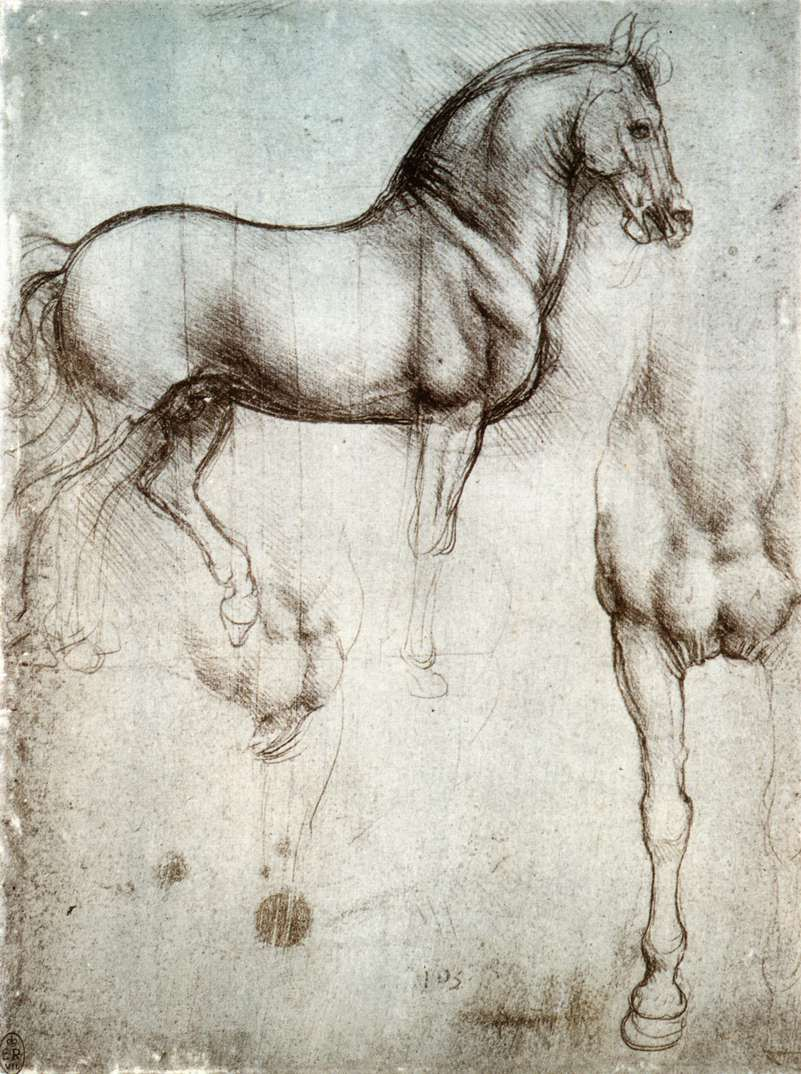
馬の側面と、胸から上、右脚が描かれた習作。ロイヤル・コレクション、ウィンザー城。

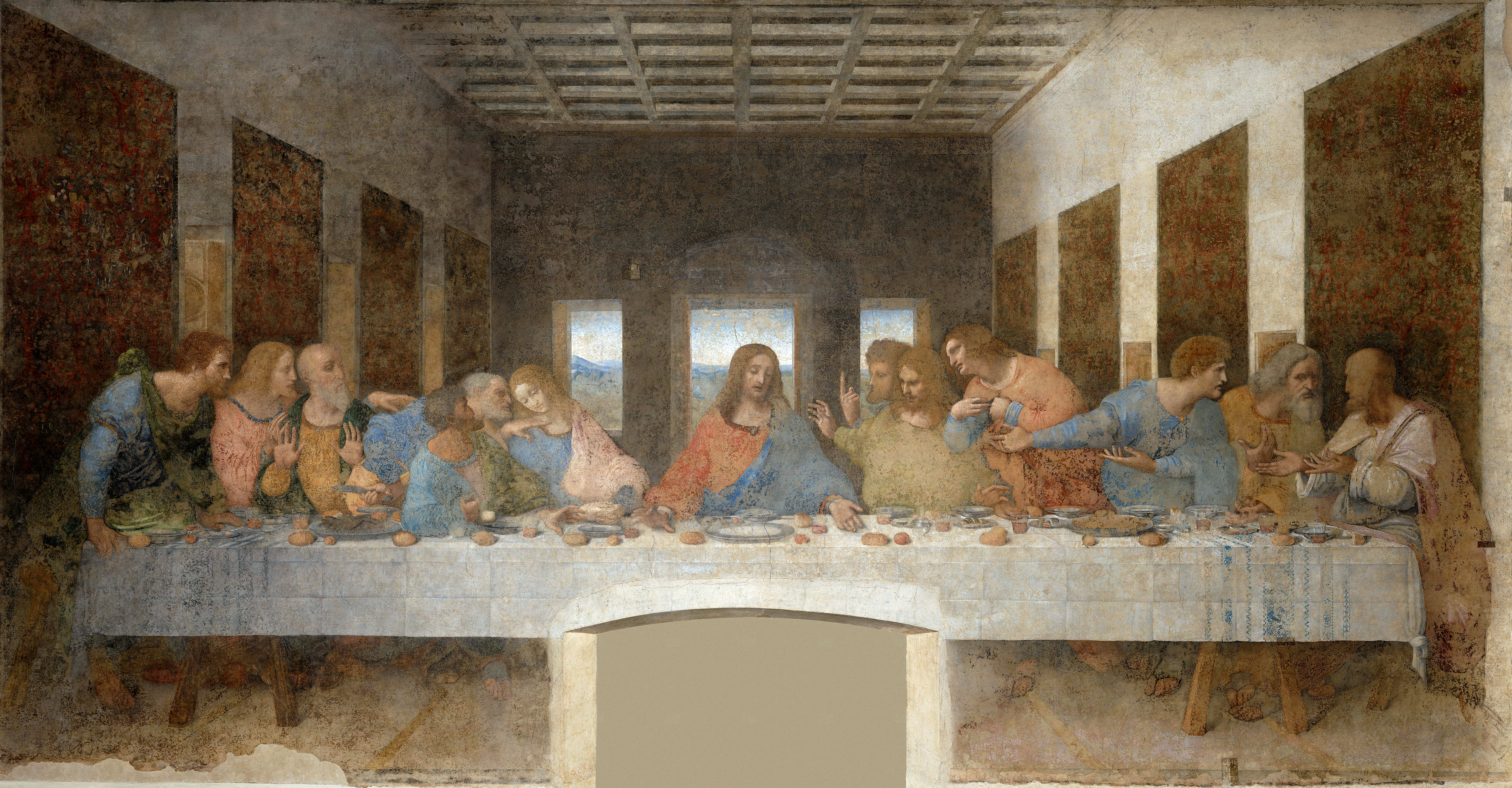
レオナルド・ダ・ヴィンチの代表作の一つである、ミラノのサンタ・マリア・デッレ・グラツィエ修道院にある『最後の晩餐』。

レオナルドはミラノ公ルドヴィーコから、様々な企画を命じられた。特別な日に使用する山車とパレードの準備、ミラノ大聖堂円屋根の設計、スフォルツァ家の初代ミラノ公フランチェスコ・スフォルツァの巨大な騎馬像の制作などである。ただしこの騎馬像は、レオナルドが手がける作品としては異例なことに、その後数年間にわたって制作が開始されなかった。騎馬像の原型となる粘土製の馬の像が完成したのは1492年である。
このフランチェスコの騎馬像を大きさの点で凌ぐルネサンス期の彫刻作品は、ドナテッロの『ガッタメラータ騎馬像』（1453年、サンタントーニオ・ダ・パードヴァ聖堂前サント広場）と、ヴェロッキオの『バルトロメーオ・コッレオーニ騎馬像』（1496年、サン・ジョヴァンニ・エ・パオロ教会前広場）の2作品だけであり、レオナルドが制作した粘土製の馬の像は、「巨大な馬」として知られるようになっていった。
レオナルドはこの『バルトロメーオ・コッレオーニ騎馬像』の鋳造を具体的に進めようとしたが、レオナルドを嫌っていた競争相手のミケランジェロは、レオナルドにこのような大仕事ができるわけがないと侮辱したといわれている。この騎馬像制作のために17トンのブロンズが用意されたが、後の1494年11月にこのブロンズは、フランス王シャルル8世のミラノ侵攻に対抗するための大砲の材料に流用されてしまった。
1498年、ミラノにあるサンタ・マリア・デッレ・グラツィエ修道院の食堂に、420x910cmの巨大な『最後の晩餐』を描き上げた。遅筆で有名なレオナルドが、1495年から制作開始して3年がかりで完成させており、数少ない完成した作品の一つである。フレスコ技法ではなく、乾いた漆喰にテンペラで描かれたことや、食堂という環境により「最も損傷が激しい絵画」としても知られている。本作のあるサンタ・マリア・デッレ・グラツィエ修道院は、世界遺産に登録されている。

### ヴェネツィアへ避難 (1499年～)
1499年に第二次イタリア戦争が勃発し、イタリアに侵攻したフランス軍が、レオナルドがブロンズ像の原型用に制作した粘土像「巨大な馬」を射撃練習の的にして破壊した。
ルドヴィーコ率いるミラノ公国はフランスに敗れ、レオナルドは弟子のサライや友人の数学者ルカ・パチョーリとともにマントヴァを経てヴェネツィアへと避難した。レオナルドはこのヴェネツィアで、フランス軍の海上攻撃からヴェネツィアを守る役割の軍事技術者として雇われている。
レオナルドが故郷フィレンツェに帰還したのは1500年のことで、サンティッシマ・アンヌンツィアータ修道の修道士のもとで、家人ともども賓客として寓された。ヴァザーリの著書には、レオナルドがこの修道院で工房を与えられ、『聖アンナと聖母子』の習作ともいわれる『聖アンナと聖母子と幼児聖ヨハネ』（1499年 - 1500年、ナショナル・ギャラリー）を描いたとされている。さらにこの『聖アンナと聖母子と幼児聖ヨハネ』は「老若男女を問わず」多くの人が見物に訪れ、「祭りの様相を呈していた」と記されている。

### チェーザレの軍事技術者に (1502年～)

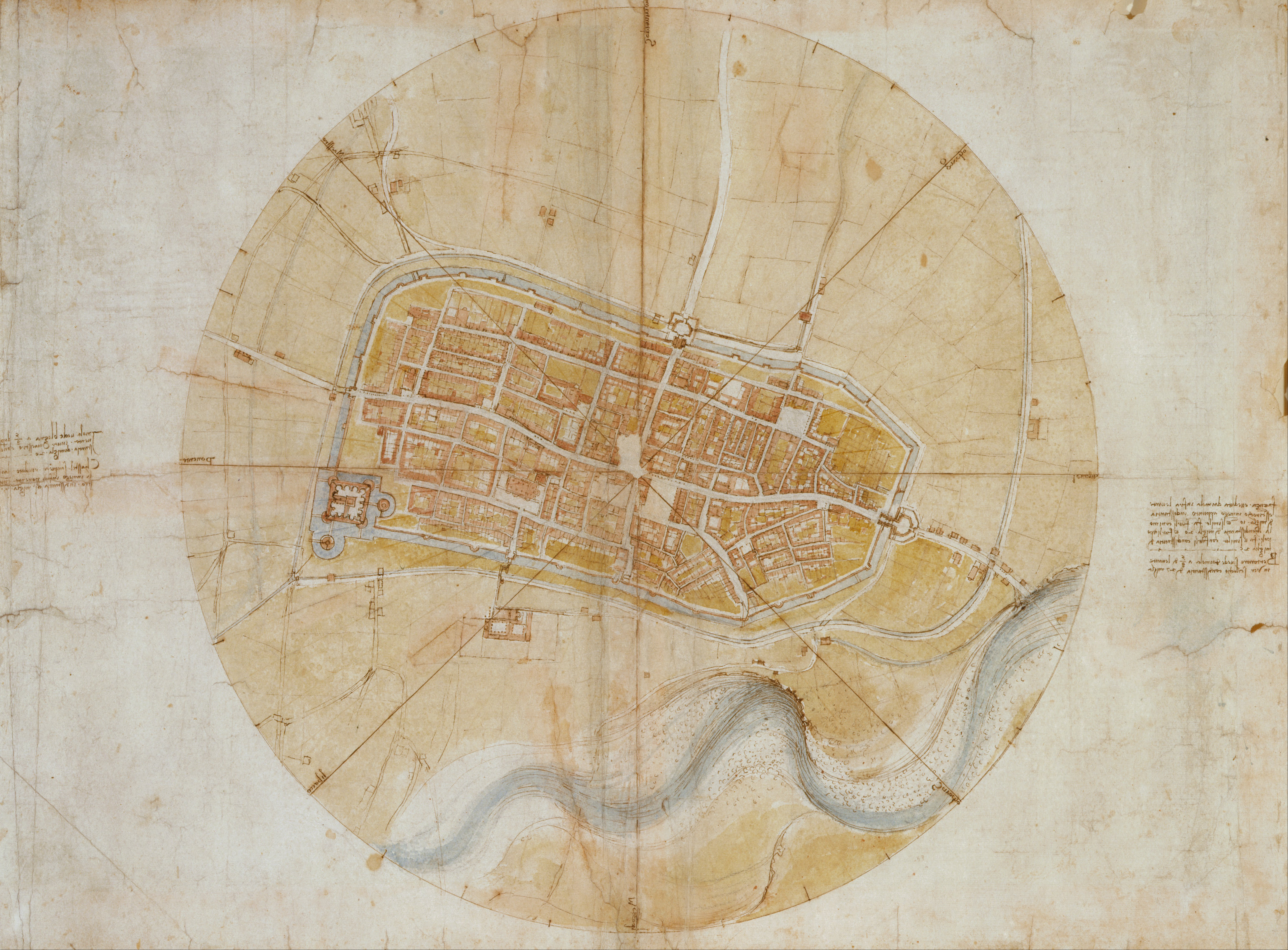
レオナルドがチェーザレ・ボルジアの命令で制作した、非常に精密なイーモラの地図。

1502年にレオナルドはチェゼーナを訪れ、ローマ教皇アレクサンデル6世の息子チェーザレ・ボルジアの軍事技術者として、チェーザレとともにロマーニャ地方を行脚した。
1502年にレオナルドはチェーザレの命令で、要塞を建築するイーモラの開発計画となる地図を制作した。当時の地図は極めて希少であるだけでなく、その制作に当たってはレオナルドのまったく新しい概念が導入されていた。チェーザレはレオナルドを、土木技術に特化した工兵の長たる軍事技術者に任命している。
同年にレオナルドは、トスカーナの渓谷地帯ヴァルディキアーナ（en:Valdichiana）の地図も制作している。この地図もチェーザレが軍事戦略上有利な地位を占めるのに役立った。

### モナ・リザの制作 (1503年～)
1503～1504年あたりから、歴史的な最高傑作と評価されることになる『モナ・リザ』の制作を開始する。この作品には4年ほどの時間をかけられたが、その後もレオナルドは生涯にわたって加筆をし続けたという。
レオナルドは1504年に、ミケランジェロが手がけていた完成間近の『ダヴィデ像』をどこに設置するべきかを決める委員会の一員になっている。
1506年にレオナルドはミラノを訪れた。ベルナルディーノ・ルイーニ、ジョヴァンニ・アントーニオ・ボルトラッフィオ、マルコ・ドッジョーノら、絵画分野におけるレオナルドの主要な弟子や追随者たちは、このミラノ滞在時に関係があった人々である。ただし、1504年に父親セル・ピエロが死去したこともあって、このときのレオナルドのミラノ滞在は短期間に終わった。

### フィレンツェへ (1507年～)
1507年にはフィレンツェに戻り、父親の遺産を巡る兄弟たちとの問題解決に腐心している。翌1508年にミラノへ戻り、サンタ・バビーラ教会区のポルタ・オリエンターレに購入した邸宅に落ち着いた。
レオナルドは再びフィレンツェに戻り、1508年10月18日にフィレンツェの芸術家ギルド「聖ルカ組合」に再加入した。そして、フィレンツェ政庁舎（ヴェッキオ宮殿）大会議室の壁画『アンギアーリの戦い』のデザインと制作に2年間携わった。このとき大会議室の反対側の壁では、ライバルであるミケランジェロが『カッシーナの戦い』の制作に取り掛かっていた。
レオナルドは、『アンギアーリの戦い』の下絵を描くにあたって、死体の解剖を行った。当時、死体の解剖を行うことは禁忌であり、解剖を行うには教会の許可が必要であった。その結果、人体の構造を詳しく知ることが出来たレオナルドは、『アンギアーリの戦い』を完成させる。しかし、その後の大嵐によって『アンギアーリの戦い』の絵の具が流れてしまい、結果的に未完成のままとなる。

### 晩年 (1513年～)

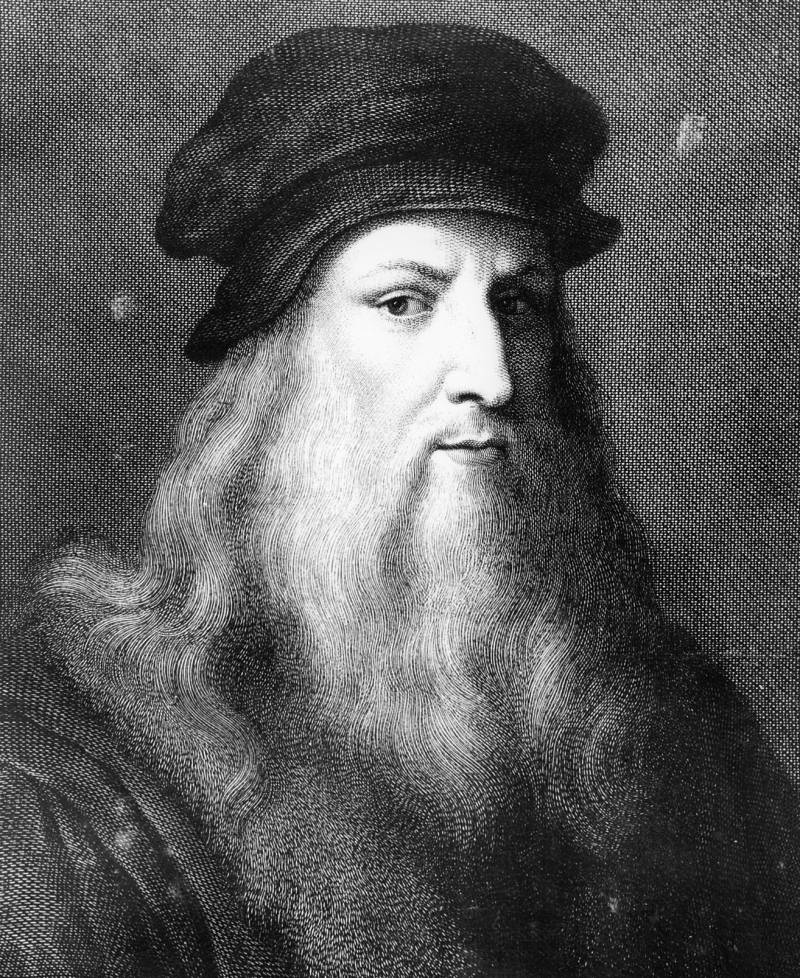
レオナルドの肖像画

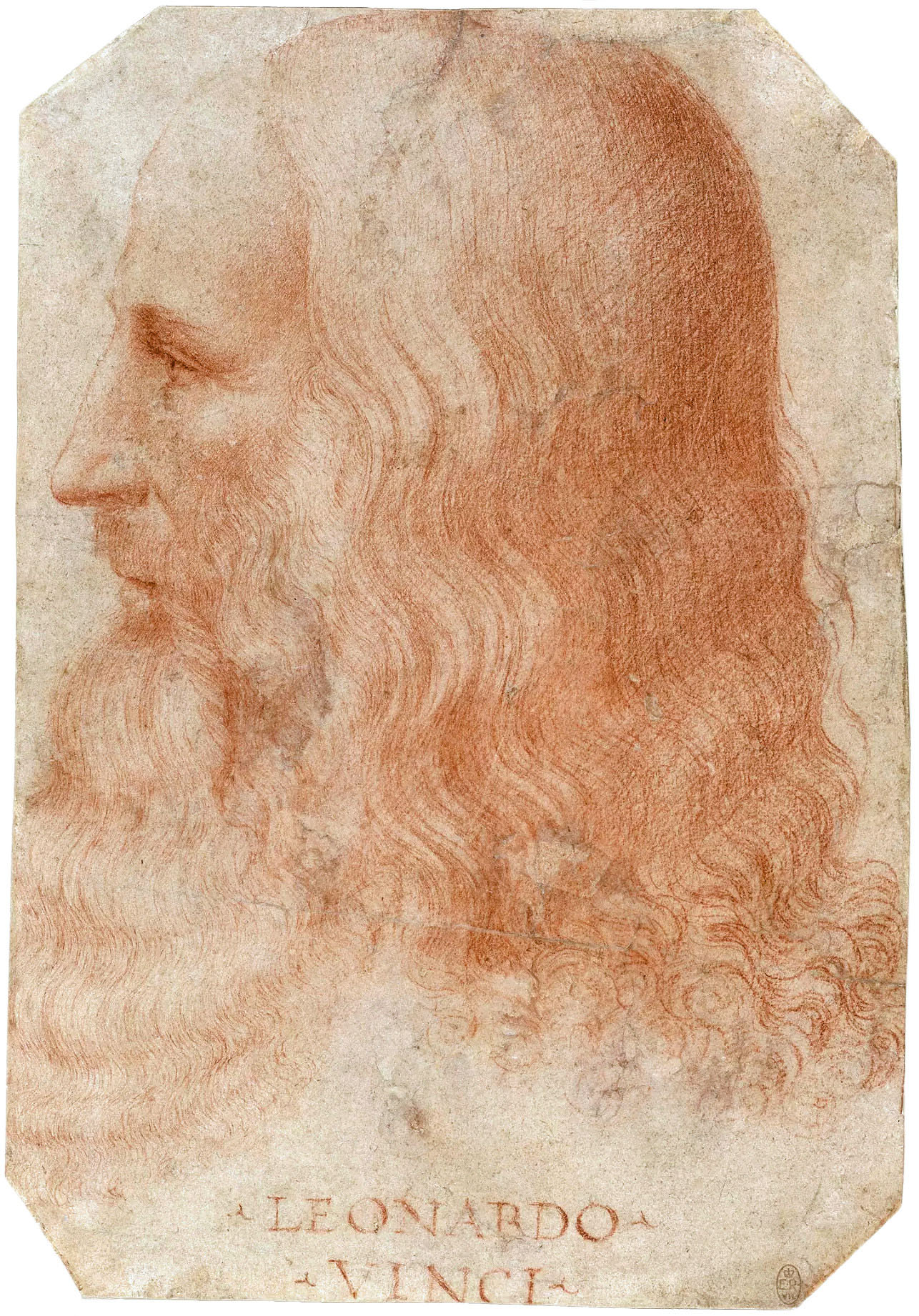
レオナルドの弟子フランチェスコ・メルツィが1510年ごろに描いたといわれる、レオナルドの肖像画。
ロイヤル・コレクション（ウィンザー城）所蔵。

1513年9月から1516年にかけて、レオナルドはヴァチカンのベルヴェデーレで多くのときを過ごしている。当時のヴァチカンはミケランジェロと若きラファエロが活躍していた場所でもあった。
1515年10月にフランス王フランソワ1世がミラノ公国を占領し、レオナルドはボローニャで開催された、フランソワ1世とローマ教皇レオ10世との和平会談に招かれた。このときレオナルドは、歩いていって胸部からユリの花がこぼれる絡繰仕掛けのライオンの制作を依頼された。

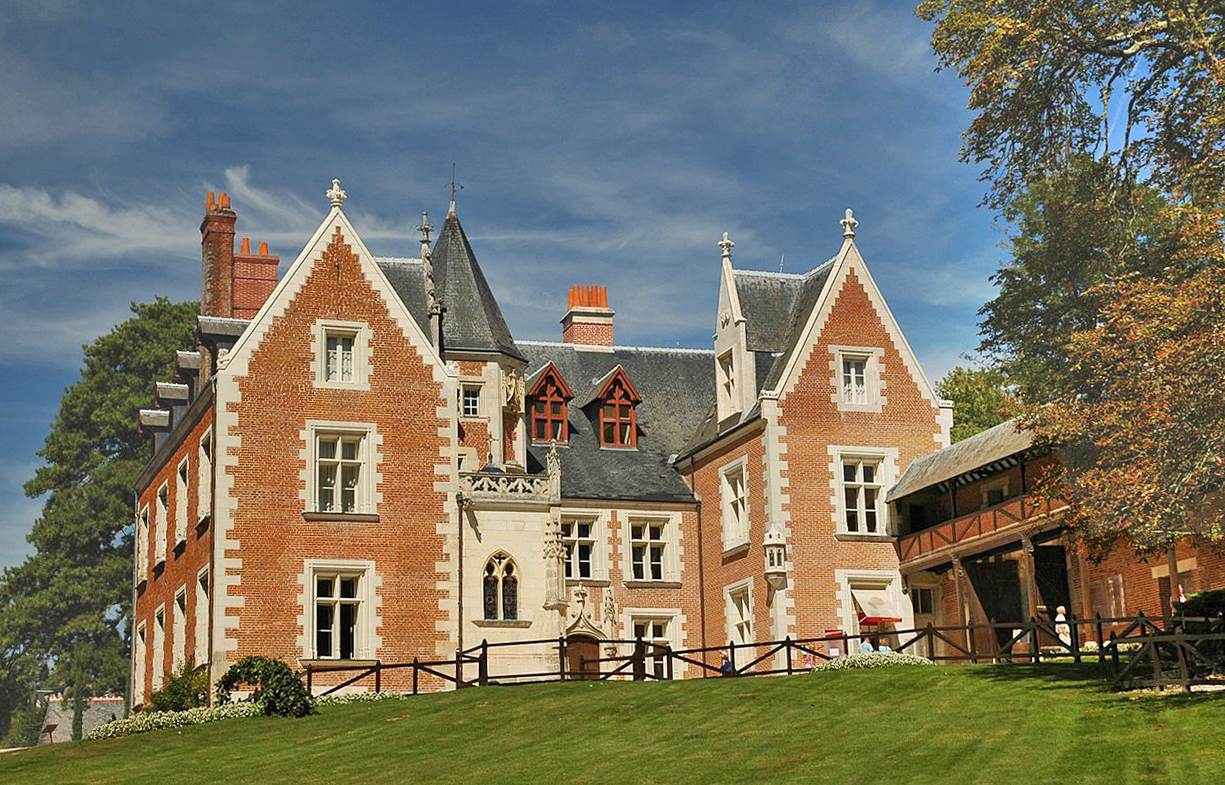
レオナルドが1519年に息を引き取ったクルーの館

レオナルドは1516年にフランソワ1世に招かれ、フランソワ1世の居城アンボワーズ城近くのクルーの館が邸宅として与えられた。レオナルドは死去するまでの最晩年の3年間を、弟子のミラノ貴族フランチェスコ・メルツィら、弟子や友人たちとともに過ごした。レオナルドがフランソワ1世から受け取った年金は、死去するまでの合計額で10,000スクードにのぼっている。

### 死去 (1519年)
レオナルドは1519年5月2日にクルーの館で死去した。フランソワ1世とは緊密な関係を築いたと考えられており、ヴァザーリも自著でレオナルドがフランソワ1世の腕の中で息を引き取ったと記している。さらにヴァザーリは、レオナルドが最後の数日間を司祭と過ごして告解を行い、臨終の秘蹟を受けたとしている。
これらのエピソードはフランス人芸術家たちに親しまれ、ドミニク・アングル、フランソワ・ギョーム・メナゴーらが、このエピソードをモチーフにした作品を描き、オーストリア人画家アンゲリカ・カウフマンも同様の絵画を制作しているが、このエピソードはおそらく史実ではなく、伝説の類である。
レオナルドの遺言に従って、60名の貧者がレオナルドの葬列に参加した。フランチェスコ・メルツィがレオナルドの主たる相続人兼遺言執行者で、メルツィはレオナルドの金銭的遺産だけでなく、絵画、道具、蔵書、私物なども相続した。また、長年の弟子で友人でもあったサライと使用人バッティスタ・ディ・ビルッシスに所有していたワイン用葡萄畑を半分ずつ遺しているほか、自身の兄弟たちには土地を、給仕係の女性には毛皮の縁飾りがついた最高級の黒いマントを遺した。
レオナルドの遺体は、アンボワーズ城のサン＝ユベール礼拝堂に埋葬された。

### 死後
レオナルドの死後20年ほど後に、フランソワ1世が「かつてこの世界にレオナルドほど優れた人物がいただろうか。絵画、彫刻、建築のみならず、レオナルドはこの上なく傑出した哲学者でもあった」と語ったことが、彫金師、彫刻家ベンヴェヌート・チェッリーニの記録に記されている。

## 交友関係と影響

### フィレンツェでレオナルドを取り巻いていた芸術的、社会的背景

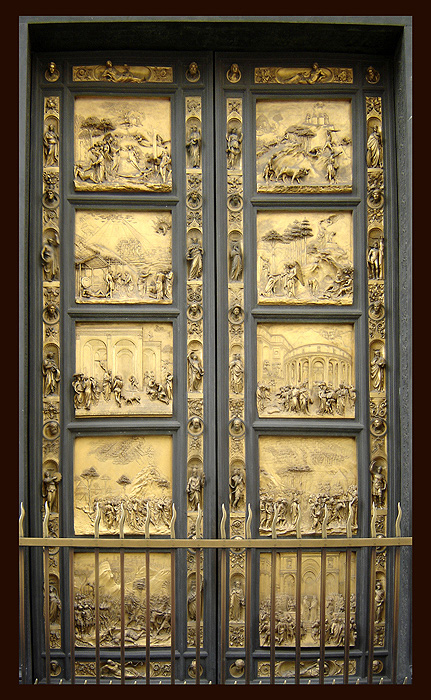
ロレンツォ・ギベルティが制作したサン・ジョヴァンニ洗礼堂の『天国への門』。当時のフィレンツェが誇る芸術作品で、その制作には多くの芸術家が参画した。

レオナルドが若年だった当時のフィレンツェは、ルネサンス人文主義における思想、文化の中心地だった。レオナルドがヴェロッキオに弟子入りした1466年は、ヴェロッキオの師で偉大な彫刻家だったドナテッロが死去した年でもある。遠近法を絵画作品に最初に取り入れて、風景画の発展に多大な貢献をなした画家パオロ・ウッチェロは、既に老境に入っていた。画家ピエロ・デッラ・フランチェスカ、フィリッポ・リッピ、彫刻家ルカ・デッラ・ロッビア、建築家・著述家レオン・バッティスタ・アルベルティも60歳代だった。これら初期ルネサンスを代表する芸術家たちの次世代で成功を収めたのが、レオナルドの師ヴェロッキオ、アントニオ・デル・ポッライオーロ、ミーノ・ダ・フィエーゾレらである。フィエゾーレは人物彫刻を得意とした彫刻家で、ロレンツォ・デ・メディチの父親ピエロや伯父ジョヴァンニ・ディ・コジモ・デ・メディチの胸像は、本人に非常によく似ていると言われている。
また当時のフィレンツェは、写実的で感情豊かな人物像をフレスコで描いた画家マサッチオ、人物と建築物が複雑な構成で表現されたサン・ジョヴァンニ洗礼堂の金箔に彩られた東扉『天国への門』を制作した彫刻家ロレンツォ・ギベルティなど、ドナテッロと同時代の芸術家たちの作品で飾り立てられていた。ピエロ・デッラ・フランチェスカは空気遠近法の研究を推し進め、科学的に正確な光の描写を絵画にもたらした最初の画家となった。これらの研究とレオン・バッティスタ・アルベルティの『絵画論』といった芸術論文が、当時の若年の芸術家たちに大きな影響を与え、レオナルドも先人たちからの影響のなかで独自の観察眼や芸術観を培っていった。
マサッチオの『楽園追放』（1425年頃、ブランカッチ礼拝堂壁画）は、裸身で取り乱すアダムとイヴを力強い造形で描いた作品である。光と陰の対比を用いて三次元的に人物を描写した『楽園追放』はレオナルドに大きな影響を与え、自身の作品でこの三次元的描写を発展させていくことになる。また、ドナテッロの彫刻『ダヴィデ』における人文主義的作風が、後のレオナルドの作品群、特に『洗礼者聖ヨハネ』（1513年 - 1516年、ルーヴル美術館所蔵）に影響を与えている。

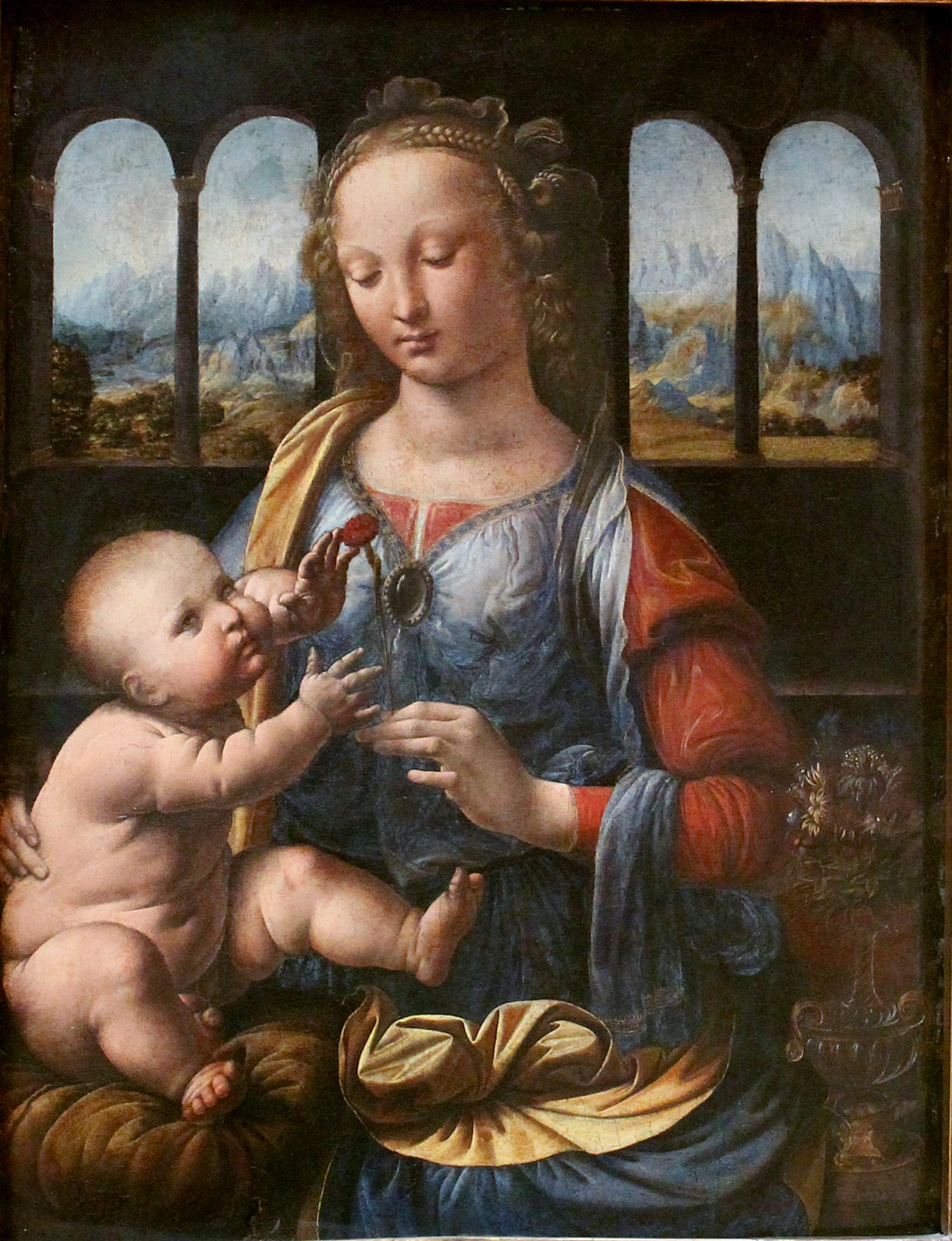
『カーネーションの聖母』、1478年 - 1480年、アルテ・ピナコテーク（ミュンヘン）。レオナルドが描いた初期の聖母子像。

フィレンツェで伝統的に好まれていた絵画分野に、聖母子を描いた小規模な祭壇画がある。当時、これらの祭壇画はリッピ、ヴェロッキオ、デッラ・ロッビア一族らの工房で制作された作品が多かった。レオナルドが聖母子を描いた初期の作品に『カーネーションの聖母』（1478年 - 1480年、アルテ・ピナコテーク）と『ブノアの聖母』（1478年頃、エルミタージュ美術館）がある。これらレオナルドが描いた聖母子は、基本的にはフィレンツェの伝統的な聖母子の作風に則っている。しかしながら『ブノアの聖母子』に顕著な聖母子をピラミッド型に配する構成は、伝統的な作風からは逸脱した表現となっている。後に同様の構成で描かれたレオナルドの作品に『聖アンナと聖母子』（1508年頃、ルーヴル美術館）がある。
レオナルドはボッティチェッリ（1445年頃 - 1510年）、ギルランダイオ（1449年 - 1494年）、ペルジーノ（1450年頃 - 1523年）と同時代人で、わずかに年少である。レオナルドはこの3人と相弟子としてヴェロッキオの工房で出会い、メディチ家が主宰するプラトン・アカデミーに出入りした。ボッティチェッリは特にメディチ家に気に入られており、画家としての成功は約束されていたも同然だった。ギルランダイオとペルジーノはどちらも多作な画家で、後に大規模な工房を経営するにいたった。両者共に制作依頼主を満足させるだけの技量を持った芸術家で、ギルランダイオは大規模なフレスコ宗教画に裕福なフィレンツェ市民の肖像を描き入れた作品を、ペルジーノは甘美で無垢な多数の聖者や天使を描いた作品を、それぞれ得意としていた。

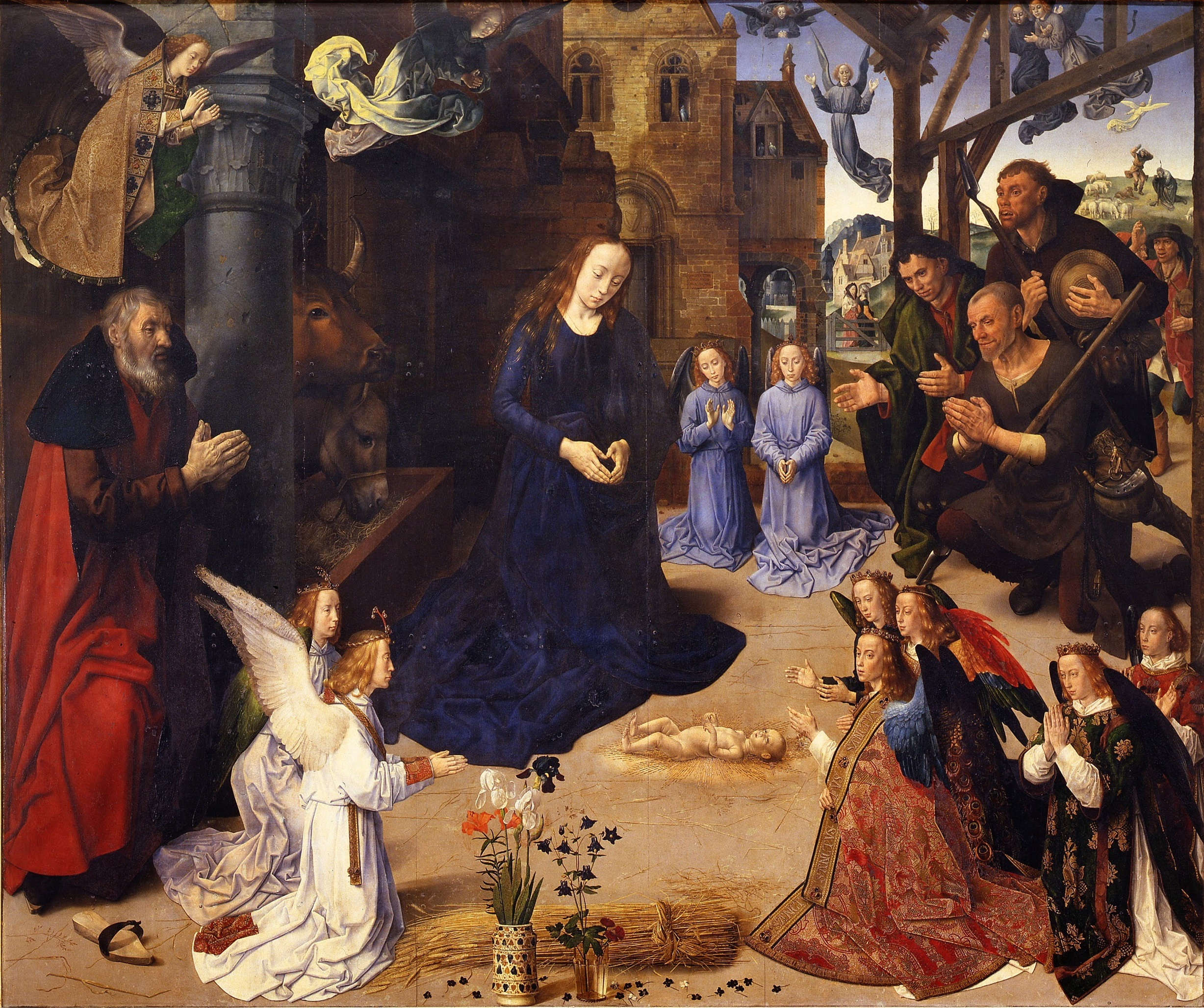
フーホ・ファン・デル・フースが描いた『ポルティナーリ祭壇画』中央パネル（1475年頃、ウフィツィ美術館）。フィレンツェのサンタ・マリーア・ヌオーヴァ施薬院付属サンテディジオ教会の祭壇画用として制作された。

ボッティチェッリとギルランダイオは、ローマ教皇シクストゥス4世から、ヴァチカンのシスティーナ礼拝堂壁画制作の依頼を受けた。1479年にペルジーノが教皇庁から、礼拝堂壁画制作の責任者に任じられて間もなくのことである。しかしながらこの栄誉ある壁画制作には、レオナルドは関与していない。レオナルドが依頼を受けた最初の重要な絵画制作は、1481年にサン・ドナート・スコペート修道院の修道僧からの『東方三博士の礼拝』だが、未完のままに終わっている。
レオナルドがヴェロッキオの工房で働いていた時期の1476年に初期フランドル派の画家フーホ・ファン・デル・フースの油彩画『ポルティナーリ祭壇画』（1475年頃、ウフィツィ美術館）がフィレンツェに持ち込まれた。北方ヨーロッパの初期フランドル派が完成させた新たな絵画技法である油彩は、レオナルド、ギルランダイオ、ペルジーノら、フィレンツェで活動していた芸術家たちに多大な影響を与えた。その後、シチリア出身の画家アントネッロ・ダ・メッシーナが油彩技法を身につけ、1479年にヴェネツィアを訪れた。当時のヴェネツィアで第一人者であった画家ジョヴァンニ・ベリーニがメッシーナから油彩技法を伝授され、たちまちのうちにヴェネツィアでも油彩による絵画制作が主流となった。そして、後にレオナルドもヴェネツィアを訪れることになる。
当時の代表的な建築家ドナト・ブラマンテとアントニオ・ダ・サンガッロ・イル・ヴェッキオと同じように、レオナルドも集中形式の教会のデザインを試みた。多くの設計図や外観図がその手稿に残されているが、実現した計画は一つもなかった。

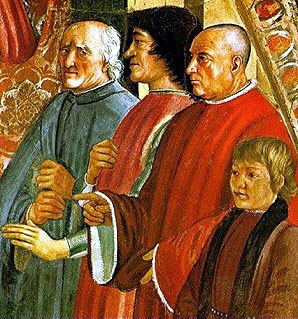
ギルランダイオが描いたフレスコ画。左から、アントニオ・プッチ（:en:Antonio di Puccio Pucci）、ロレンツォ・デ・メディチ、フランチェスコ・サセッティ（:en:Francesco SassettFrancesco Sassetti）、ジュリオ・デ・メディチ。

レオナルド在住時のフィレンツェの支配者はロレンツォ・デ・メディチだった。ロレンツォはレオナルドよりも3歳年長で、弟のジュリアーノは1478年に起きた、いわゆるパッツィ家の陰謀で暗殺された。後にレオナルドがメディチ家の使者として派遣されるミラノ公国を1479年から1499年まで統治したミラノ公ルドヴィーコ・スフォルツァは、レオナルドと同年の生まれである。
レオン・バッティスタ・アルベルティの紹介を受けてメディチ一族の邸宅を訪れたレオナルドは、哲学者で新プラトン主義の提唱者マルシリオ・フィチーノ、古典文学の注釈書の著者クリストフォロ・ランディーノ、ギリシア語教授でアリストテレスの著作の翻訳者ジョヴァンニ・アルギロプーロら、当時第一流のルネサンス人文主義者たちの知遇を得た。また、メディチ家が主催するプラトン・アカデミーには、才能に溢れた若き哲学者ピコ・デラ・ミランドラの姿もあった。後にレオナルドは手稿の余白に「メディチが私を創り、そしてメディチが私を台無しにした」と書き入れている。レオナルドが、ロレンツォの推挙によってミラノ公の宮廷に迎え入れられたのは間違いなく、なぜレオナルドがこのような謎めいた書込みを残したのかは分かっていない。
「盛期ルネサンス三大巨匠」と並び称されるレオナルド、ミケランジェロ、ラファエロだが、この三名は同年代人ではない。ミケランジェロが生まれたときにレオナルドは23歳で、ラファエロが生まれたときにはレオナルドは31歳だった。レオナルドは1519年に67歳で、ラファエロは1520年に37歳でそれぞれ死去しているが、長命を保ったミケランジェロが死去したのは1564年で88歳の時のことである。

### 私生活

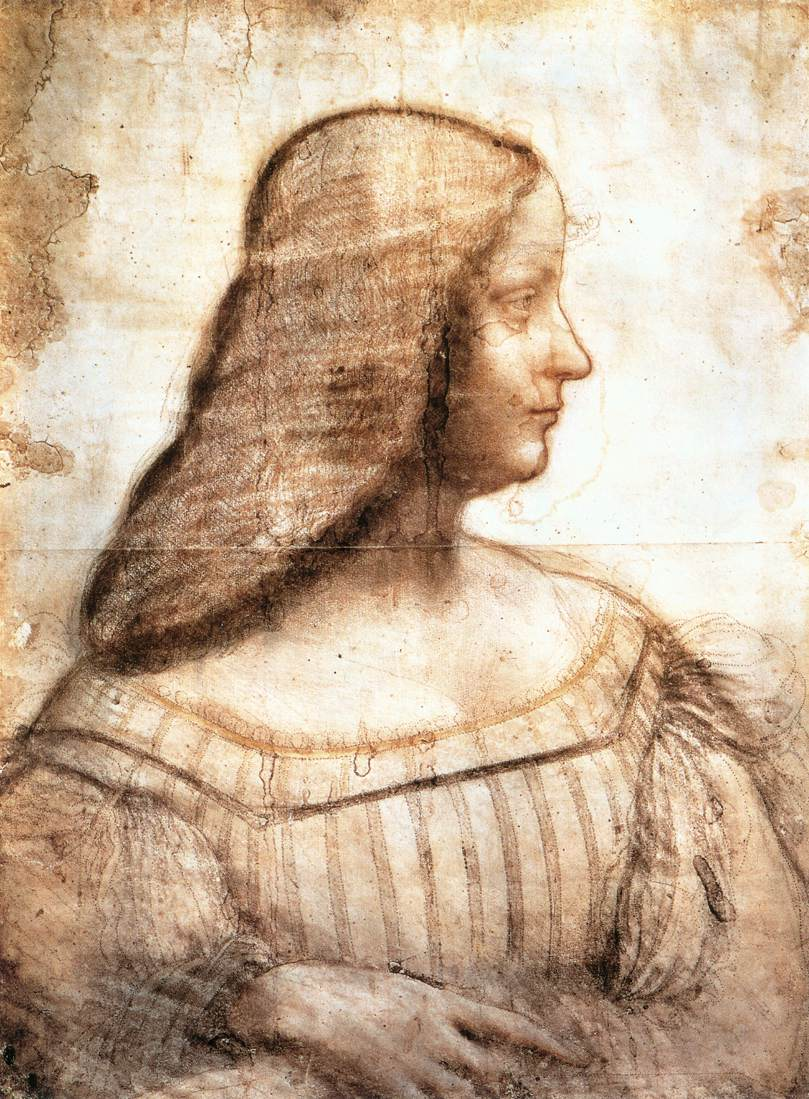
マントヴァ侯妃イザベラ・デステの肖像習作。1500年、ルーヴル美術館

レオナルドはその生涯を通じて、異常なまでの創意工夫の才を示し続けた。ヴァザーリはレオナルドを「ずば抜けた肉体美」「計り知れない優雅さ」「強靭な精神力と大いなる寛容さ」「威厳ある精神と驚くべき膨大な知性」と評し、レオナルドがあらゆる面で人を惹きつける人物だったと記している。
さらにヴァザーリは、レオナルドが菜食主義者であり、籠に入って売られている鳥を購入してはその鳥を放してやるような、命あるものをこよなく愛する人物だったとしている。
レオナルドには様々な分野の、歴史的に見ても重要な多くの友人がいた。例えば、近代会計学の父ともいわれる数学者ルカ・パチョーリは、1490年代にレオナルドと共著で数学の論文を著している。フェラーラ公エルコレ1世・デステの娘で、マントヴァ侯妃イザベラとミラノ公妃ベアトリーチェの姉妹を除くと、レオナルドと親しかった女性は伝わっていない。
レオナルドはマントヴァ滞在中にイザベラの肖像習作を描いており、この習作をもとに肖像画を描いたと考えられているが、長らく現存していないと思われていた。しかし2013年10月、スイス銀行の貴重品保管庫から彩色された肖像画が発見され、当局に押収された。レオナルド研究家であるペドレッティ教授の鑑定では、レオナルドの真筆であることはほぼ間違いないとみられている。

### 性的指向
交友関係以外のレオナルドの私生活は謎に包まれている。特にレオナルドの性的指向は、様々な当てこすり、研究、憶測の的になっている。最初にレオナルドの性的指向が話題になったのは16世紀半ばのことだった。その後19世紀、20世紀にもこの話題が取り上げられており、中でもジークムント・フロイトが唱えた説が有名である。
レオナルドと最も親密な関係を築いたのは、おそらく弟子のサライとメルツィである。メルツィはレオナルドの死を知らせる書簡をレオナルドの兄弟に送った人物で、その書簡にはレオナルドがいかに自分たちを情熱的に愛したかということが書かれていた。16世紀になって、このようなレオナルドの人間関係は性的なものだったのではないかという説が生まれた。
1476年のフィレンツェの裁判記録に、当時24歳だったレオナルド他3名の青年が、有名だった男娼と揉め事を起こしたとして、同性愛の容疑をかけられたという記録がある。この件は証拠不十分で放免されているが、容疑者の一人リオナルデ・デ・トルナブオーニがロレンツォ・デ・メディチの縁者であり、メディチ家が圧力をかけて無罪とさせたのではないかという説もある。この記録はレオナルドに同性愛者の傾向があったことを示唆しており、『洗礼者聖ヨハネ』や『バッカス』といった絵画作品、その他多くのドローイングに両性具有的な性愛表現が見られるとする研究者もいる 。

### 助手サライ

『洗礼者聖ヨハネ』、1514年頃、ルーヴル美術館（パリ）。ヨハネのモデルは弟子のサライだといわれている。

「小悪魔」を意味する「サライ」という通称で知られるジャン・ジャコモ・カプロッティがレオナルドの邸宅に住み込んだのは1490年である。その後1年足らずで、サライはレオナルドの金銭や貴重品を少なくとも5度にわたって盗んだ。サライはこれらの盗品を高価な衣装の購入に充て、レオナルドはサライの不品行を「盗人、嘘吐き、強情、大食漢」と論っている。しかしながらレオナルドはサライをこの上なく甘やかし、その後30年にわたって自身の邸宅に住まわせている。
サライはアンドレア・サライという名前で多くの絵画を描いた。しかしながら、レオナルドがサライに「絵画について非常に多くのことを教えた」が、レオナルドのほかの弟子たち、例えばマルコ・ドッジョーノ、ジョヴァンニ・アントーニオ・ボルトラッフィオらの作品に比べると、レオナルドの作品の贋作ばかりで、芸術的価値に劣るといわれている。
1515年にサライは『モナ=ヴァンナ』として知られる、『モナ=リザ』の裸体ヴァージョンの絵画を描いている。後にレオナルドが死去すると、サライは『モナ・リザ』を譲られた。サライはこの『モナ・リザ』は505リラの価値があると考えていたが、この評価額は当時の小さな肖像画としては異例なまでに高額だった。

### 弟子メルツィ
レオナルドは1506年にロンバルディアの貴族の子息フランチェスコ・メルツィを弟子にした。メルツィはレオナルドお気に入りの弟子で、レオナルドがフランスへ移住したときにも同行し、レオナルドが死去するまで起居を共にしている。メルツィはレオナルドの遺産として、芸術、科学の諸作品、写本、コレクションを贈られ、遺言執行人にも任命されていた。

## 絵画作品
近年の研究ではレオナルドの科学者や発明家としての才能が高く評価されているが、400年以上にわたってレオナルドが最も賞賛されてきたのは画家としての才能である。現存するレオナルドの真作、あるいはレオナルド作であろうと考えられている絵画作品は僅かではあるが、1490年時点で「神の手を持つ」画家だと言われており、いずれの作品も傑作だと見なされている。
レオナルドの作品は、様々な出来の多くの模写が存在することでも有名で、長年にわたって美術品鑑定家や批評家を悩ませ続けてきた。レオナルドの真作に見られる優れた点は顔料の塗布手法だけでなく、解剖学、光学、植物学、地質学、人相学などの詳細な知識に立脚した、革新的な絵画技法である。人物の表情やポーズで感情を描写する技法、人物の配置構成における創造性、色調の繊細な移り変わりなど、レオナルドの絵画作品には際立った点が多くみられる。これらレオナルドの革新的絵画技法の集大成といえるのが『モナ=リザ』『最後の晩餐』『岩窟の聖母』である。

### 初期の絵画作品

『受胎告知』、1475年 - 1485年、ウフィツィ美術館（フィレンツェ）。レオナルドの完成している絵画としては、最初期の作品と見なされている。

レオナルドの画家としてのキャリアは、師ヴェロッキオとの合作『キリストの洗礼』に始まる。他にレオナルドの徒弟時代の作品として、2点の『受胎告知』がある。そのうち1点は縦14cm、横59cmの小さな絵画で、元々はロレンツォ・ディ・クレディの大きな祭壇画の飾絵だったものが散逸した作品である。もう1点の『受胎告知』は縦98cm、横217cmという大規模な作品となっている。
どちらの『受胎告知』も、フラ・アンジェリコの『受胎告知』などとよく似た伝統的な構図で描かれている。座した、あるいは跪いた聖母マリアを画面右に配し、背中の羽を高く掲げ、豪奢な衣装を身につけた横向きの天使が、純潔を意味するユリとともに画面左に配されている。
大きな『受胎告知』（1472年 - 1475年、ウフィツィ美術館）は、かつてはギルランダイオの作品と考えられていたが、現在ではレオナルドの真作にほぼ間違いないと考えられている。小さな『受胎告知』では、マリアは天使から眼を背け、両手を握りしめている。このポーズは神の意思への服従を象徴する。
しかしながら大きな『受胎告知』のマリアは、このような服従を示すポーズをとっていない。予期せぬ天使の訪れで読書を中断させられたマリアの右手は、今まで読んでいた聖書に置かれ、左手は歓迎あるいは驚きを意味する、立てた状態で描かれている。冷静ともいえるこの若きマリアのポーズは、神の母たる役割に服従するのではなく、自信に満ちて受け入れることを意味している。
若きレオナルドはこの『受胎告知』でマリアを神格化せずに、人間の女性として描いた。これは神の顕現において人間が果たす役割を認識していることを表している。

### 1480年代の絵画作品

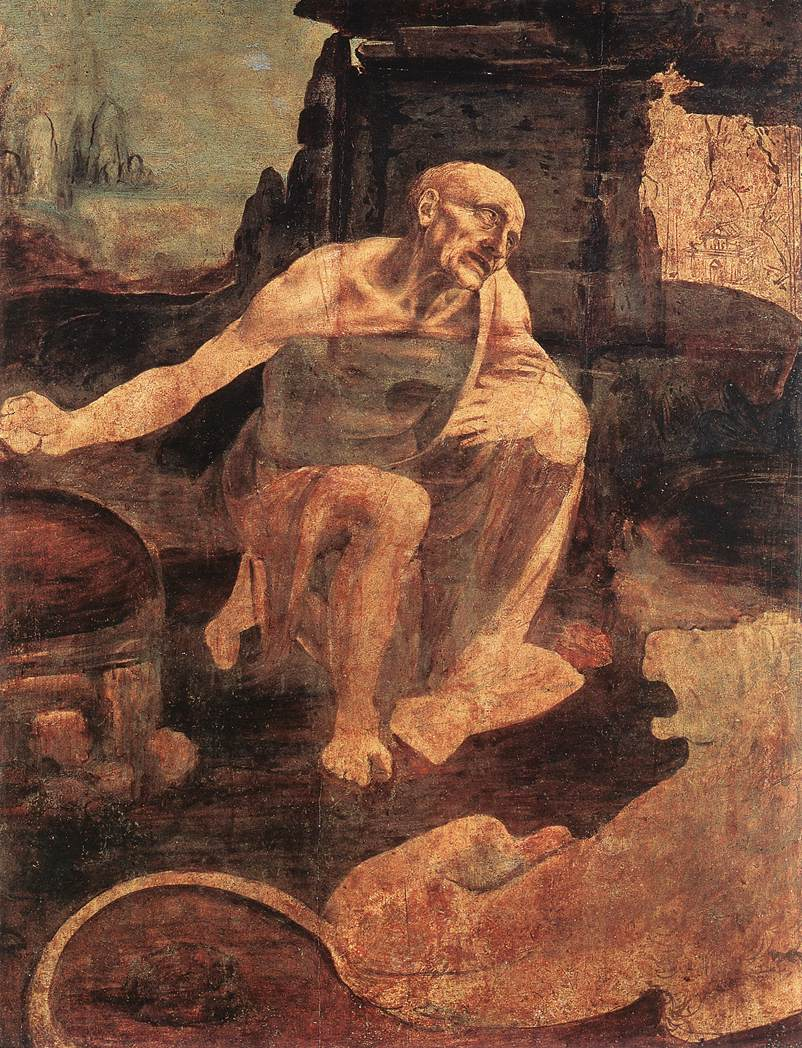
『荒野の聖ヒエロニムス』、1480年頃、ヴァチカン宮殿、未完。

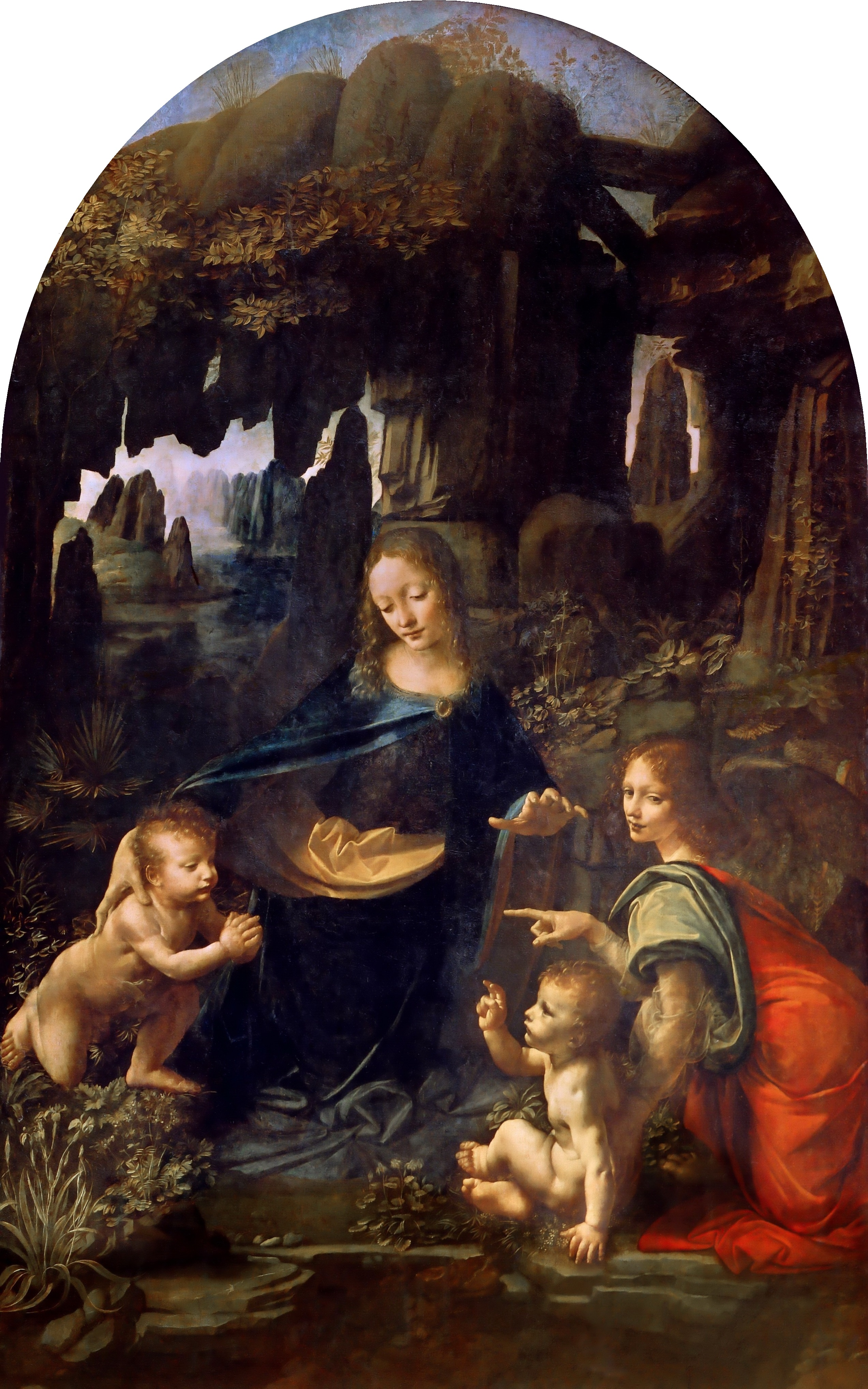
『岩窟の聖母』、1483年 - 1486年、ルーヴル美術館（パリ）。

レオナルドは1480年代に、非常に重要な絵画2点の制作を引き受け、ほかに革新的な構成をもつ重要な絵画1点の制作を開始した。これら3点の絵画のうち2点は未完に終わり、残る1点が完成度合いや支払を巡って長い論争となった。未完に終わった絵画のうちの1点が『荒野の聖ヒエロニムス』で、美術史家リアナ・ボルトロンはこの絵画がレオナルドが不遇だった時代の作品ではないかとしており、その根拠としてレオナルドの日記の「生きることを学んできたつもりだったが、単に死ぬことを学んでいたらしい」という記述を挙げている。
『荒野の聖ヒエロニムス』は描き始めの時点で放棄された作品だが、極めて異例な構成をもって描かれている。ヒエロニムスは苦行者として画面中央一杯に描かれ、傾けられた顔はやや上を向いている。左膝は地面に付けられており、右手は画面端まで伸ばされ、視線は右手とは反対の方向に向けられている。J.ワッサーマンは、この作品にレオナルドが持つ解剖学の知識が反映されていると指摘した。前面にはヒエロニムスの象徴である大きなライオンが寝そべり、その胴体と尾が別方向のカーブを描いている。背景に粗く描かれた岩地の風景が、ヒエロニムスの身体を浮かび上がらせている。
『荒野の聖ヒエロニムス』と同様に、大胆な構成、風景描写、さらには人間模様が描かれているのが『東方三博士の礼拝』（1481年、ウフィツィ美術館）で、サン・ドナート・スコペート修道院の修道僧から依頼された作品だった。250cm四方で、非常に複雑な構成が採用されている。レオナルドは『東方三博士の礼拝』を制作するにあたって、線遠近法で描かれた背景の古代ローマ建築物など、数多くのドローイングと習作を描いた。しかしながら、1482年にロレンツォ・デ・メディチから、ミラノ公ルドヴィーコ・スフォルツァへの使者としてミラノ公国へ向かうように命じられたため、『東方三博士の礼拝』の制作も未完のまま放棄されてしまった。
この時期に描かれたもう一つの重要な絵画が『岩窟の聖母』で、ミラノの聖母無原罪の御宿り信心会からの依頼による作品である。『岩窟の聖母』は、ジョヴァンニ・アンブロージオ・デ・プレディスと弟エヴァンジェリスタが協力した作品で、既に完成していた祭壇を飾る大きな祭壇画として描かれた。レオナルドはこの作品を、聖アンナ、聖母マリア、幼児キリストの聖家族が、天使に守られてのエジプトへの逃避中に幼い洗礼者ヨハネと出会うという、聖書の正典ではありえない場面に設定した。さらに幼いヨハネはキリストを救世主と認め、祈りを捧げている情景が表現されている。崩れ落ちそうな岩と渦巻く川を背景にして、青白い顔をした美しい人々が、幼児キリストを愛情を込めて崇拝している場面が描かれている。『岩窟の聖母』は200cm × 120という比較的大規模な作品ではあるが、『東方三博士の礼拝』のような複雑な画面構成にはなっていない。『東方三博士の礼拝』にはおよそ15名の人物像と詳細な建築物が描かれているが、『岩窟の聖母』に描かれているのは4名の人物像と岩の洞窟だけである。『岩窟の聖母』は異なるヴァージョンで2点制作され、1点は聖母無原罪の御宿り信心会の礼拝堂に（ロンドンのナショナル・ギャラリーが現在所蔵しているヴァージョン）、もう1点はレオナルドの手元に留め置かれ、後にレオナルドと共にフランスへと持ち込まれている（現在パリのルーヴル美術館が所蔵するヴァージョン）。しかしながら聖母無原罪の御宿り信心会が正式に『岩窟の聖母』を入手、ないし制作代金を支払ったのは16世紀になってからのことだった。

### 1490年代の絵画作品
レオナルドが1490年代に描いた絵画作品のなかで最も有名な作品は、ミラノのサンタ・マリア・デッレ・グラツィエ修道院の食堂にある壁画『最後の晩餐』である。この作品にはキリストが捕縛、処刑される直前に、12名の弟子たちとともにとった夕餐の情景が描かれており、キリストが「あなたがたのうちのひとりが、わたしを裏切ろうとしている」と口にした瞬間が描写されている。レオナルドは、このキリストの言葉によって12名の弟子たちが狼狽したという『ヨハネによる福音書』の一場面をこの壁画に描き出したのである。
レオナルドの同時代人のイタリア人著述家マッテオ・バンデッロ（1480年頃 - 1562年）は、レオナルドがこの『最後の晩餐』の製作中には、数日間夜明けから夕暮れまで食事も採らずに絵画制作に没頭し、その後3、4日はまったく絵筆を取らなかったとしている。この制作手法は修道院長には理解し難いものであり、レオナルドがミラノ公ルドヴィーコ・スフォルツァに苦情を申し立てるまで、上級幹部たちはレオナルドに迅速な作業を要求した。ヴァザーリは、レオナルドが『最後の晩餐』に描くキリストと裏切り者ユダの顔の表現に苦労しており、修道院長をモデルにするかもしれないとルドヴィーコに語ったと記している。
完成した『最後の晩餐』は、構成、人物表現ともに非常に優れた作品だと評価されたが、急速に状態が劣化していき、完成の百年後には「完全に崩壊した」といわれるようになった。レオナルドはこの壁画を制作するにあたって信頼の置けるフレスコ技法ではなく、ジェッソを主材料とした下塗りの上からテンペラを用いたため、作品表面にカビが生じ、顔料の剥落を招いてしまったのである。このような非常に大きな損傷を被っているとはいえ、『最後の晩餐』は最も模写や複製などが制作された絵画作品の一つであり、絵画だけではなく絨毯やカメオなど、様々な媒体に複製されている。

### 1500年代の絵画作品

『モナ・リザ』（1503年 - 1505年/1507年、ルーヴル美術館）

レオナルドが16世紀に描いた小規模な肖像画で、ルーヴル美術館が所蔵する『モナ・リザ』は、世界で最も有名な絵画作品といわれている。描かれている女性が浮かべているとらえ所のない微笑が高く評価されている作品で、口元と目に表現された微妙な陰影がこの女性の謎めいた雰囲気をもたらしている。この微妙な陰影技法は「スフマート」あるいは「レオナルドの煙」と呼ばれている。ヴァザーリはこの『モナ・リザ』を直接目にしたことはなく、噂でしか知らなかったといわれているが、「その微笑は魅力的で、人間ではなく神が浮かべているようにみえる。この絵画を目にしたものは、まるでモデルが生きているかのように描かれていることに驚くことだろう」としている。
その他『モナ・リザ』の特徴として、飾り気のない衣装、うねって流れるような背後の風景、抑制された色調、極めて高度な写実技法などが挙げられる。これらの特徴は顔料に油絵の具を使用することによってもたらされたものだが、絵画技法はテンペラと同様な手法が用いられており、画肌表面で顔料を混ぜ合わせた筆あとはほとんど見られない。ヴァザーリはレオナルドを「他者を絶望、落胆させるような、自信に満ちた芸術家」として、その絵画技術を絶賛している。ルネサンス期に制作された板絵としては、『モナ・リザ』の保存状態は完璧に近く、修復加筆の痕跡もほとんど見られない。
自然の風景の中に人物像を描くという『聖アンナと聖母子』の構成は、ジャック・ワッサーマンが「息をのむような美しさ」としており、『荒野の聖ヒエロニムス』の傾いた人物像を髣髴とさせる。『聖アンナと聖母子』が群を抜いている点は、二人の人物が斜めに重ねあわされている構図にある。母アンナの膝に座る聖母マリアが、自身が将来遭遇する受難の象徴である子羊を手荒に扱うキリストをたしなめようと、身体を傾けて腕を伸ばしている。『聖アンナと聖母子』も多くの模写が制作された絵画で、ミケランジェロ、ラファエロ、アンドレア・デル・サルトらにも影響を与え、さらにはその弟子であるヤコポ・ダ・ポントルモ、コレッジョらにも影響を与えた。また、『聖アンナと聖母子』の画面構成はヴェネツィアの画家ティントレットやパオロ・ヴェロネーゼらが好んで採用した。

### ドローイング
レオナルドは多作な画家ではなかったが、多くのデッサンやドローイングを残しており、その手稿にはレオナルドが興味をもったあらゆる事象の小さなスケッチや詳細なドローイングで埋め尽くされている。現存するデッサンは900種とも言われている。
絵画作品の習作や下絵も多く現存しており、『東方三博士の礼拝』『岩窟の聖母』『最後の晩餐』などの習作であると特定できるものもある。制作日時が判明している最初期のドローイングは1473年の『アルノ川の風景』で、川、山、モンテルーポ城、農地が極めて詳細に描かれている。
レオナルドが描いたドローイングの中で有名な作品として、人体の調和を表現した『ウィトルウィウス的人体図』（アカデミア美術館）、『岩窟の聖母』の習作『天使の頭部』（ルーヴル美術館）、植物が描かれた習作『ベツレヘムの星』（ウィンザー城ロイヤル・コレクション）、160cm ×100cmの『聖アンナと聖母子と幼児聖ヨハネ』（ナショナル・ギャラリー）などがある。
色つきの紙に黒チョークで描かれた『聖アンナと聖母子と幼児聖ヨハネ』には、陰影表現に『モナ・リザ』に見られるスフマート技法が用いられている。この『聖アンナと聖母子と幼児聖ヨハネ』を直接の習作として描かれた絵画作品は存在しないともいわれているが、ルーヴル美術館が所蔵する『聖アンナと聖母子』は構成がよく似ている。
実在の人物をモデルとしていると思われるものの、大げさに誇張して描かれた「カリカチュア」と呼ばれる多くのドローイングがある。ヴァザーリは、レオナルドは興味を惹かれる容貌の持ち主を見かけると、一日中その後を着いてまわって観察し続けたと記している。美しい少年を描いた習作も数多く存在する。
弟子のサライに関連するものも多いが、いわゆる「ギリシア人風の横顔」と称される、希少かつ高く評価されている習作がある。これら端整な「ギリシア人風の横顔」は、レオナルドの戦士を描いた習作と好対照であるといわれることもある。
また、サライは仮装のような装束で描かれていることも多い。レオナルドはショーや行列の演出を任されることもあり、これらはそのための習作だった可能性もある。その他に衣服の習作もあり、なかには極めて詳細に描かれたものも存在している。レオナルドは初期の作品から優れた衣服の表現技法を見せている。
1479年にレオナルドがフィレンツェで描いた、猟奇的ともいえるスケッチがある。ロレンツォ・デ・メディチの弟ジュリアーノが暗殺されたパッツィ家の陰謀に加担したベルナルド・バロンチェッリが、絞首刑に処せられた場面を描いたスケッチである。このスケッチにはレオナルドが流麗な鏡文字で書いた、バロンチェッリが処刑されたときに身につけていた衣服のことが記されている。

### ギャラリー
以下は、記事本文中で使用している絵画作品以外の、レオナルドの「真作 (Universally accepted)」、あるいは「ほぼ真作 (Generally accepted)］とされている絵画作品である。

『ジネーヴラ・デ・ベンチの肖像』、1476年 - 1478年頃（諸説あり）、ナショナル・ギャラリー・オブ・アート。
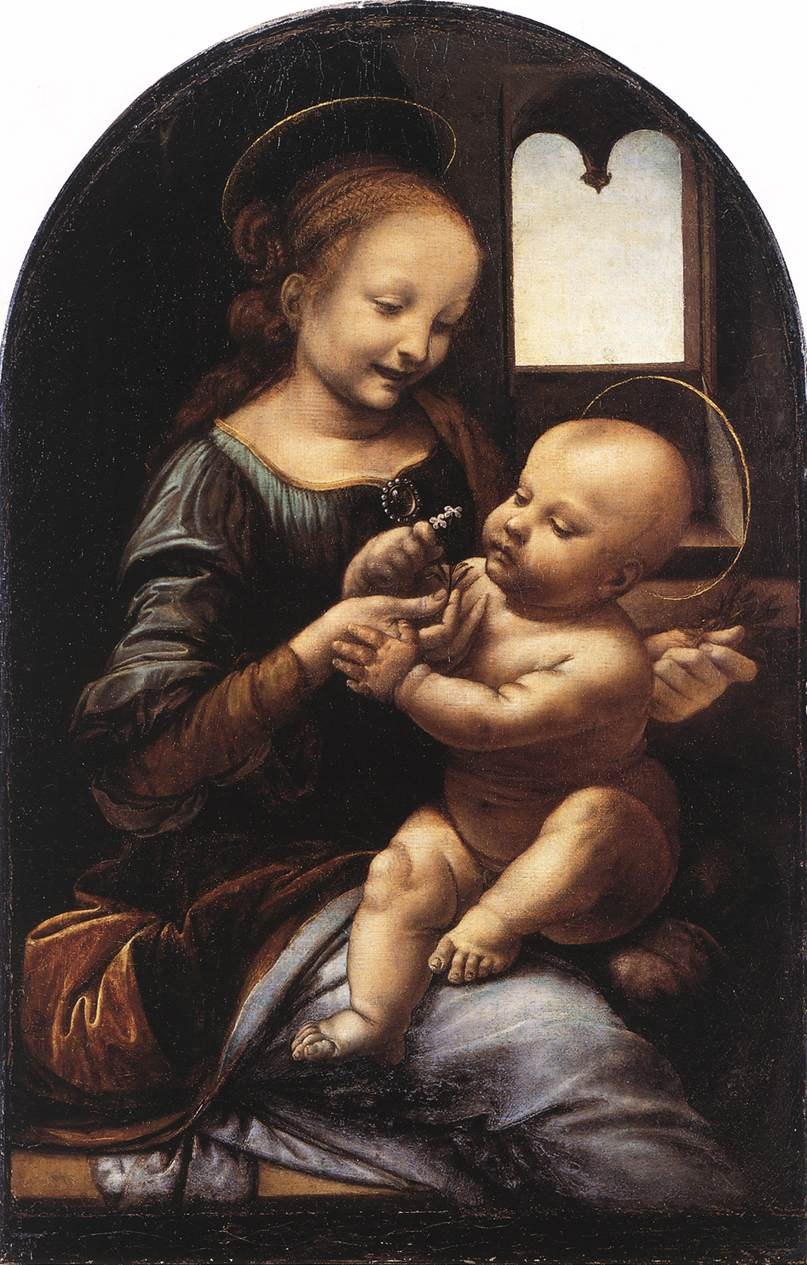
『ブノアの聖母』、1479年 - 1480年頃（諸説あり）、エルミタージュ美術館。
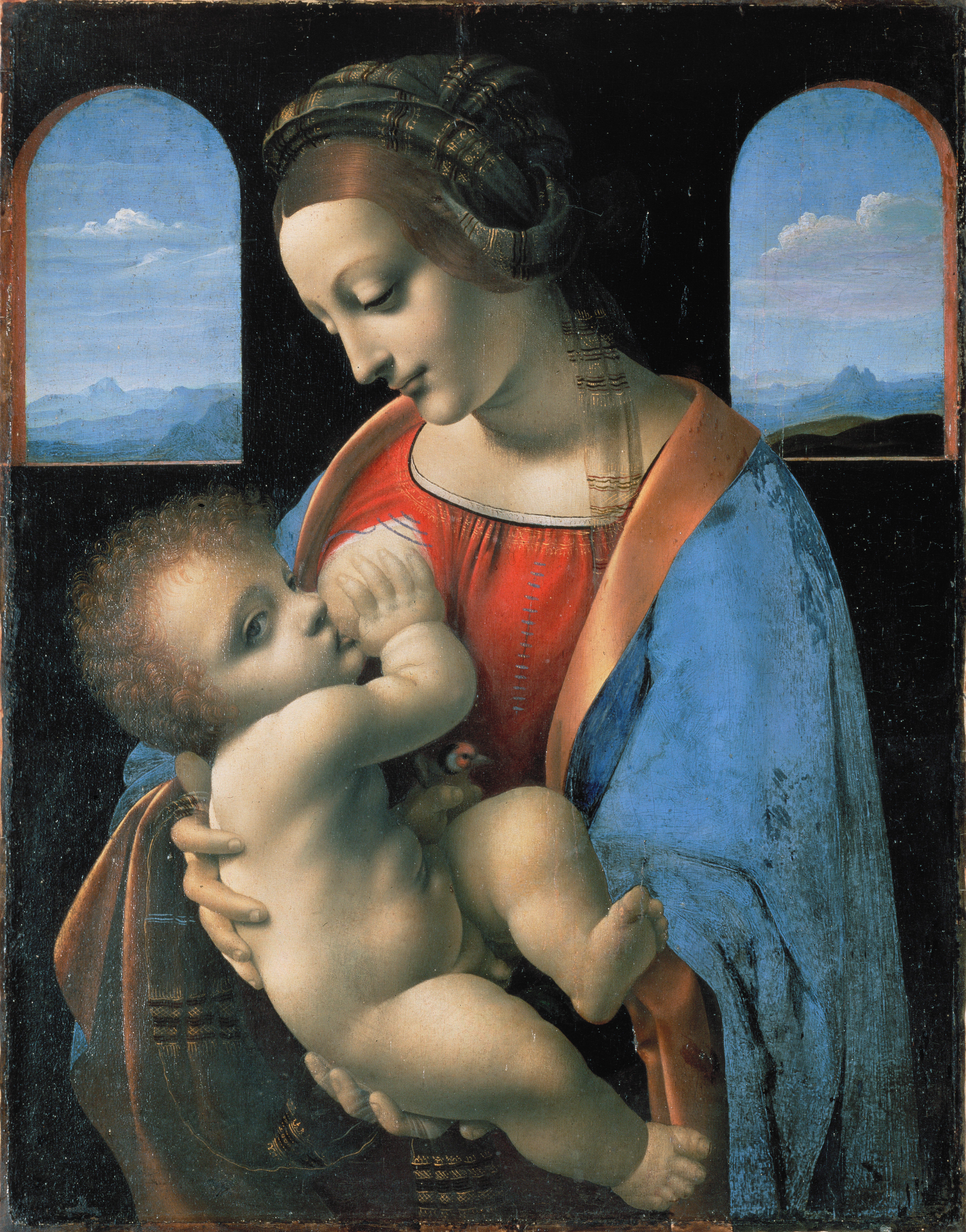
『リッタの聖母』、1481年 - 1497年頃（諸説あり）、エルミタージュ美術館、他者との合作という説もある。
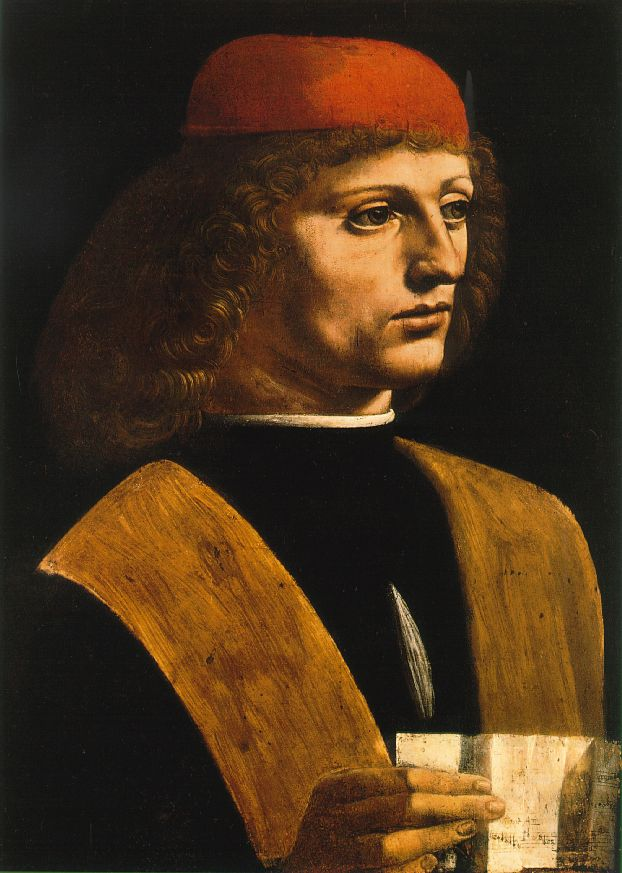
『音楽家の肖像』、1485年頃（諸説あり）、アンブロジアーナ図書館。
『白貂を抱く貴婦人』、1490年頃、チャルトリスキ美術館。
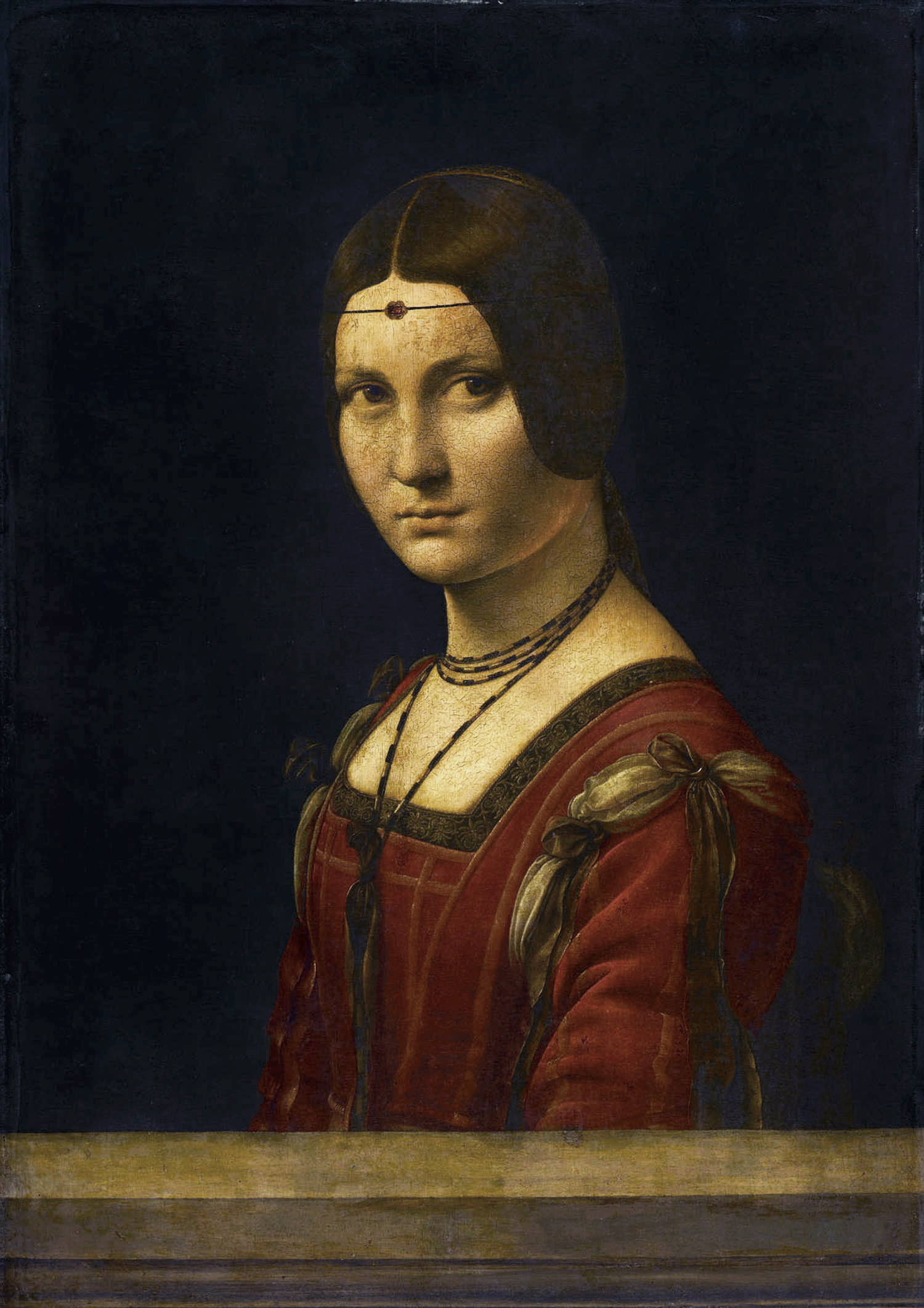
『ミラノの貴婦人の肖像』、1496年 - 1497年頃（諸説あり）、ルーヴル美術館。
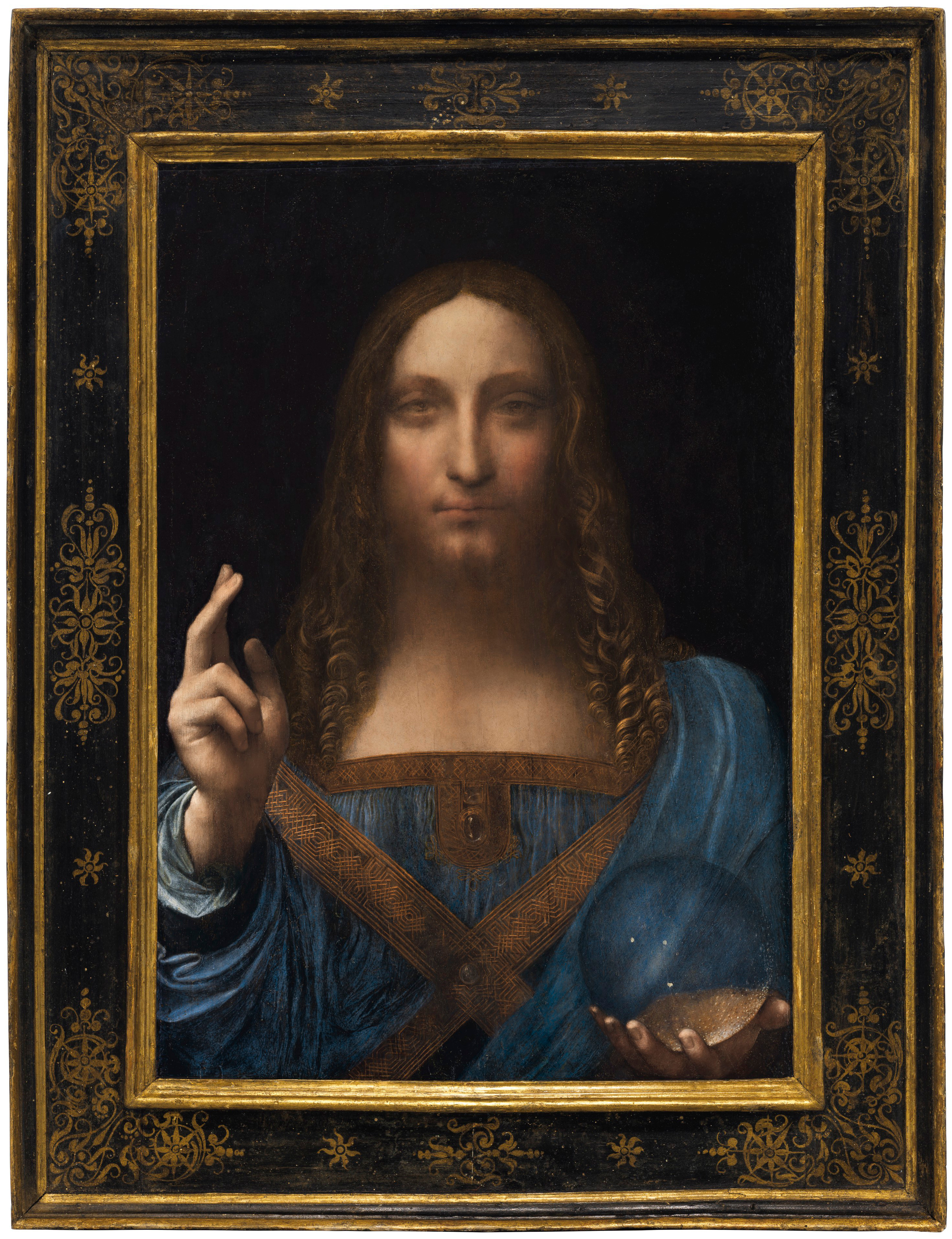
『サルバトール・ムンディ』、1504年 - 1507年頃（諸説あり）、プライベートコレクション。
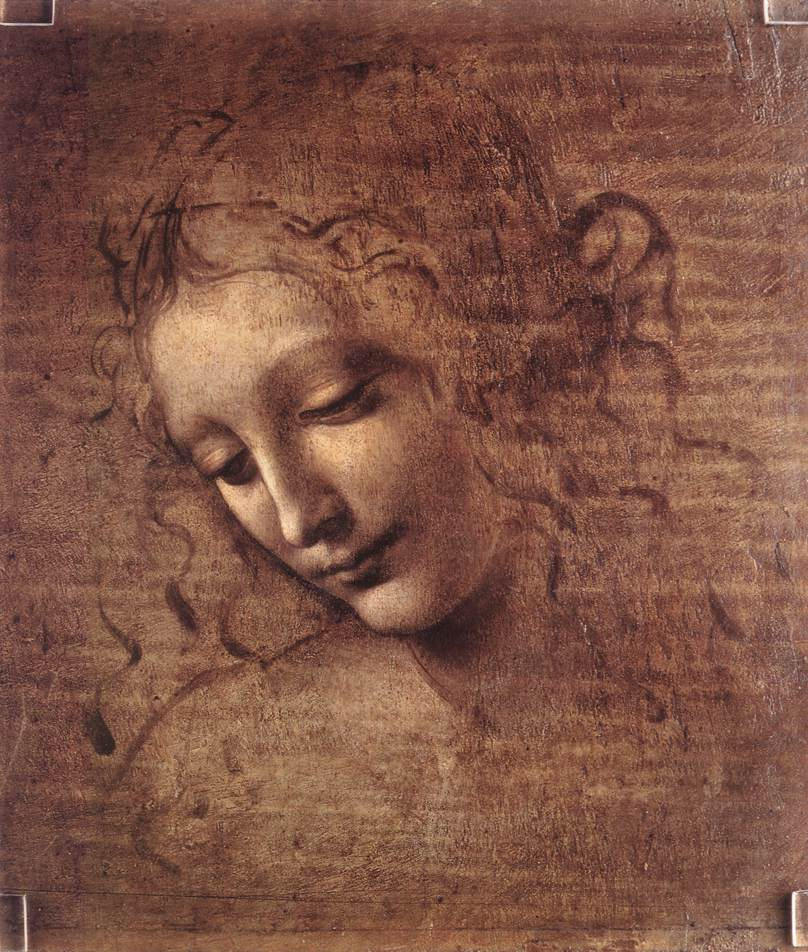
『ほつれ髪の女』、1508年頃、パルマ国立美術館。

## 手稿

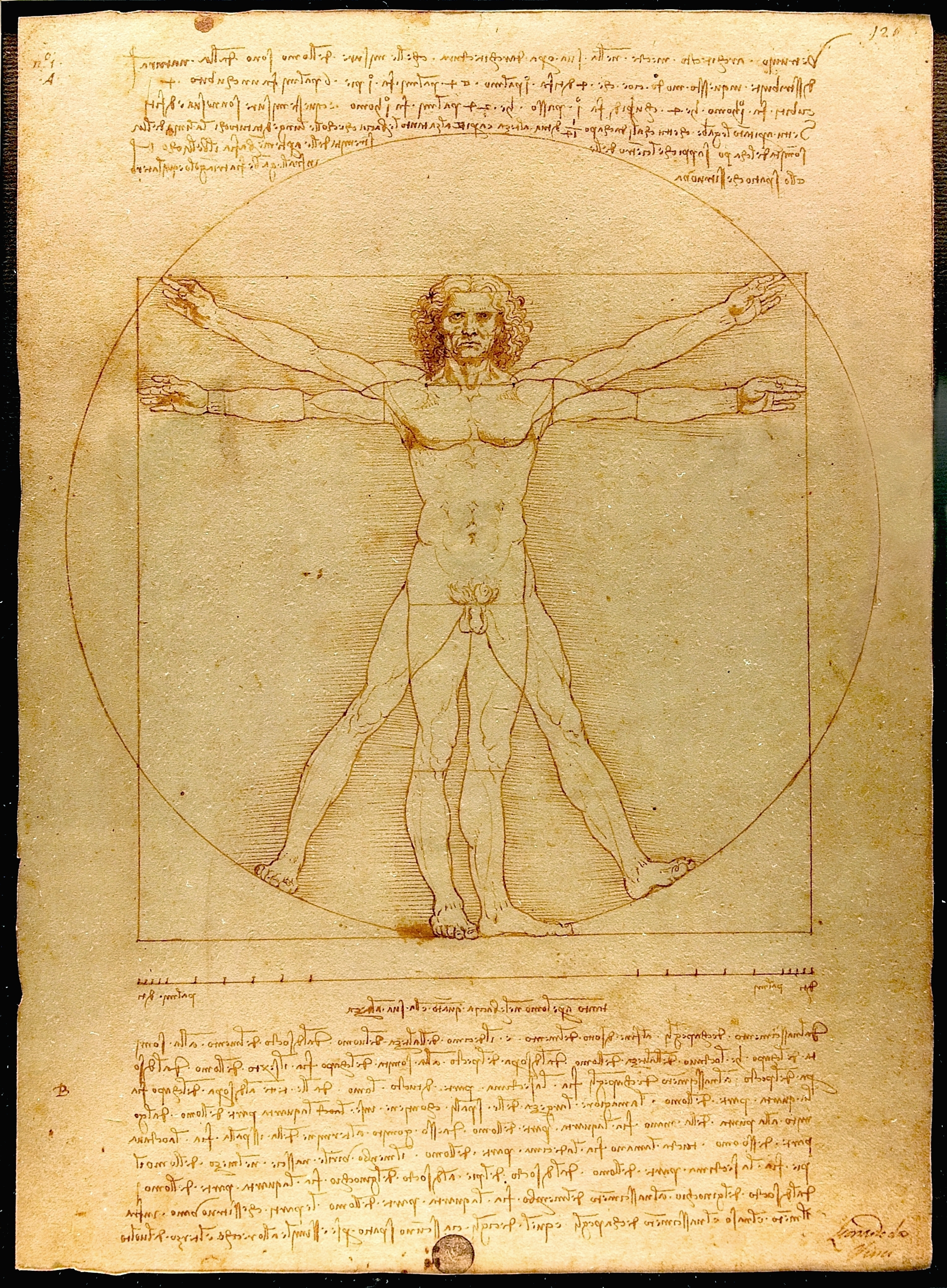
『ウィトルウィウス的人体図』、1485年頃、アカデミア美術館（ヴェネツィア）。

ルネサンス人文主義では、科学と芸術をかけ離れた両極端なものとは見なしてはいなかった。レオナルドが残した科学や工学に関する研究も、その芸術作品と同じく印象深い革新的なものだった。これらの研究は13,000ページに及ぶ手稿にドローイングと共に記されており、現代科学の先駆ともいえる、芸術と自然哲学が融合したものである。手稿には日々の暮らしや旅行先でレオナルドが興味を惹かれた事柄が記録されており、レオナルドは自身を取り巻く世界への観察眼を終生持ち続けた。
レオナルドの手跡はほとんどが草書体の鏡文字で記されている。この理由としてレオナルドの秘密主義によるものだとする説もあるが、レオナルドは左利きであったため、単に右から左へと文字を書くほうが楽だったいう説もある。

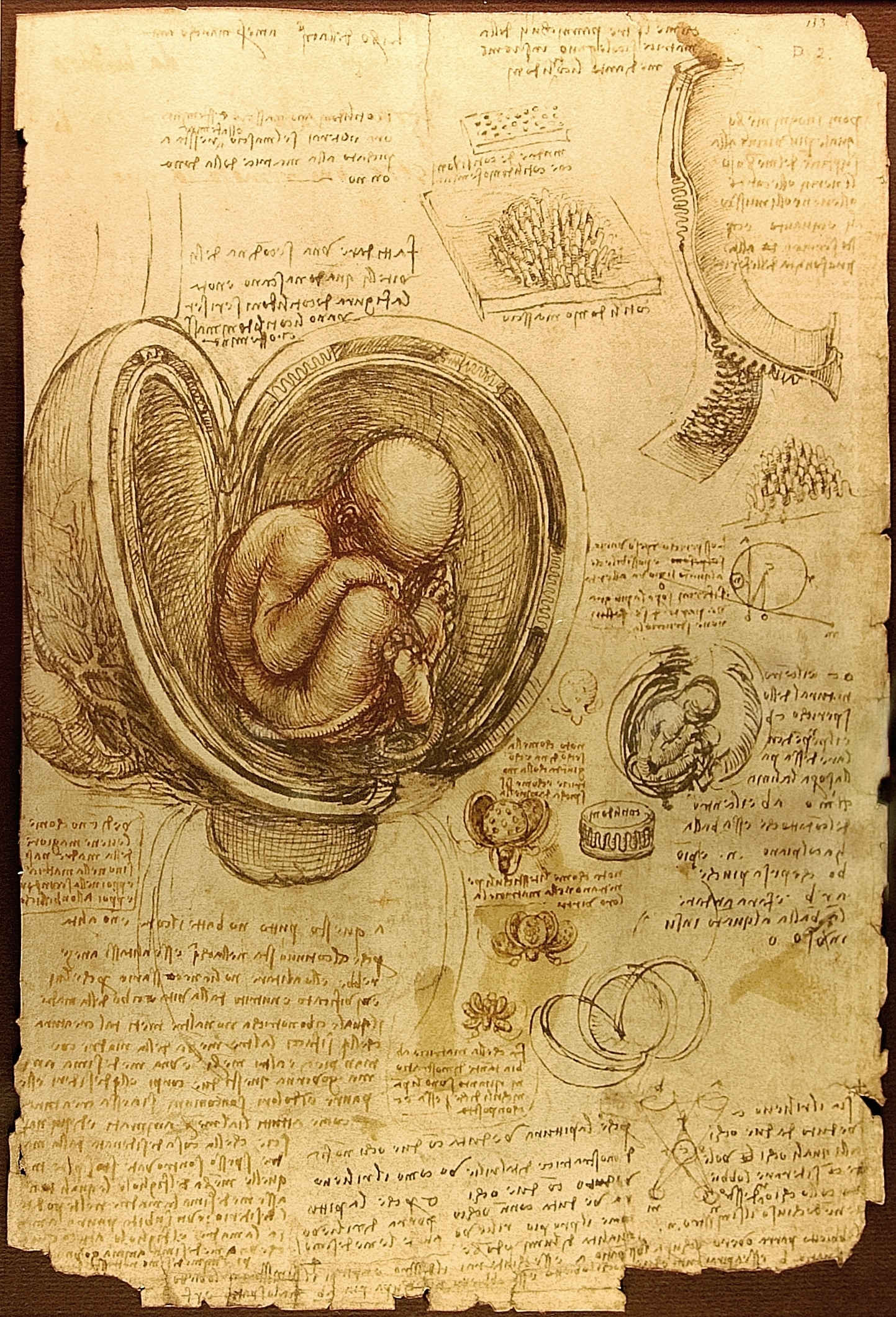
子宮内の胎児が描かれた手稿。1510年頃、ロイヤル・コレクション（ウィンザー城）

レオナルドの手稿とそのドローイングには、レオナルドが興味と関心を持ったあらゆる分野の事象が書かれている。食料品店や自身の召使いの一覧といった日常的なものから、翼や水上歩行用の靴の研究にいたるまで、極めて幅広いジャンルにまたがっている。そのほか、絵画の構成案、詳細表現や衣服の習作を始め、顔、感情表現、動物、乳児、解剖、植物の習作や研究、岩石の組成、川の渦巻き、兵器、ヘリコプター、建築の研究などが手稿に書かれている。
さまざまな種類、大きさの紙に記されたこれらの手稿はレオナルドの死後に散逸し、現在ではウィンザー城のロイヤル・コレクション、ルーヴル美術館、スペイン国立図書館、ヴィクトリア&アルバート博物館などに所蔵されている。また、アンブロジアーナ図書館には12巻の『アトランティコ手稿』が、大英博物館には『アランデル手稿』がそれぞれ所蔵されている。ビル・ゲイツが所蔵する『レスター手稿』は科学に関する研究が多く記された手稿で、毎年1度、1カ国、1カ所のみで展示されている。
レオナルドの手稿は、最終的には出版することを目的として書かれたものだと考えられている。これは多くの手稿で様式や順番が整理されているためである。1枚の手稿に一つの事柄について記されているものが多い。例えば人間の心臓や胎児について書かれた手稿には、詳細な説明とドローイングが1枚の紙に記されている。しかしながら、レオナルドの存命中にこれらの手稿が出版されなかった理由は分かっていない。

### 科学に関する手稿

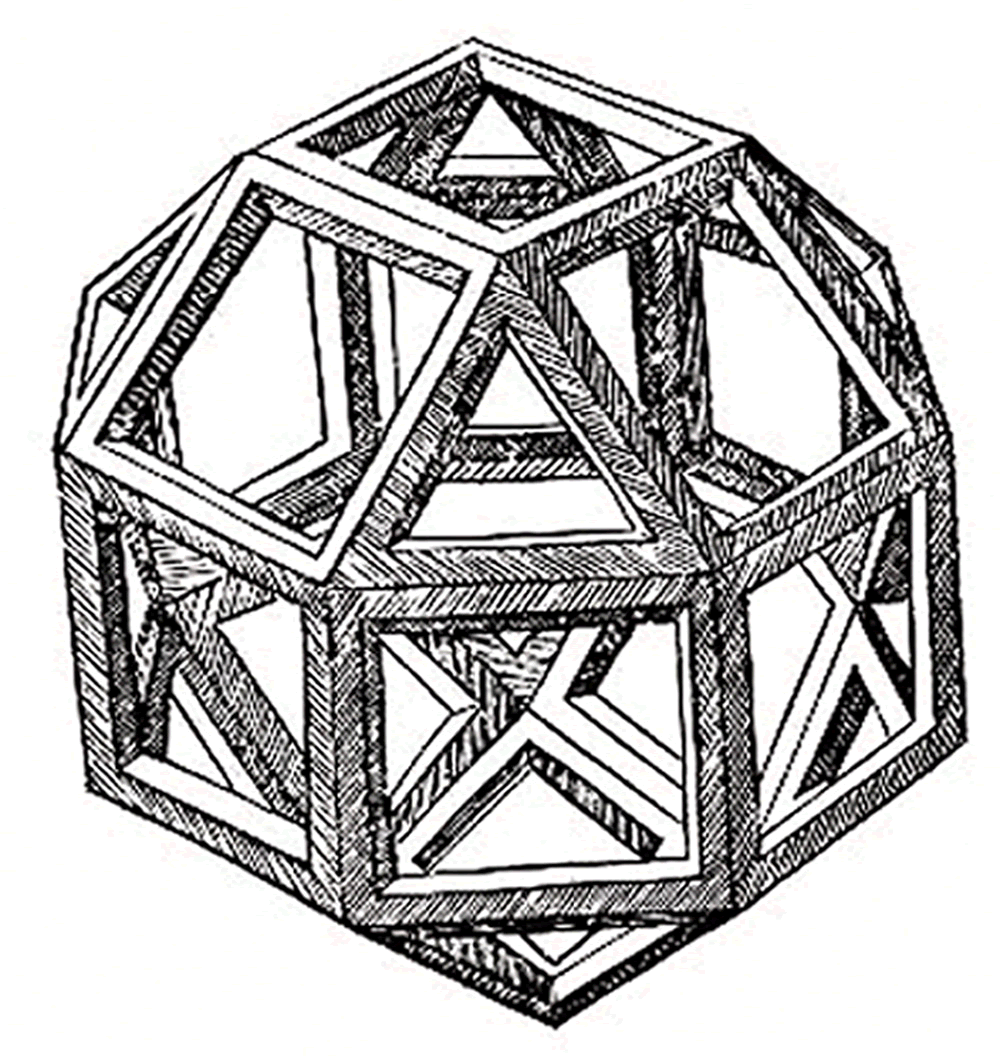
ルカ・パチョーリの『神聖比率』の挿絵。レオナルドが描いたドローイングを版画にしたもの。

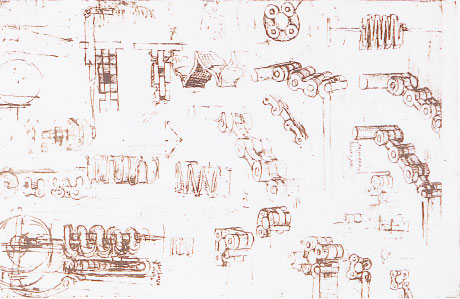
レオナルド・ダ・ヴィンチのローラーチェーンのスケッチ。 スケッチノートブックに書かれた最初のスケッチ画とされる。

レオナルドの科学への取り組み方も観察によるものだった。ある事象を理解するために詳細な記述と画像化を繰り返し、実験や理論は重視していなかった。レオナルドはラテン語や数学の正式な教育を受けておらず、独力でラテン語を習得したものの、当時の多くの学者からは科学者であるとは見なされていなかった。
レオナルドは1495年に修道士・数学者のルカ・パチョーリの数学書『スムマ』を購入しており、1496年にはパチョーリとミラノで出会い、彼のもとで数学（純粋数学）と複式簿記（会計学）を学ぶ、パチョーリはレオナルドの40代とは思えない知に貪欲な姿勢に感銘を受けとともに幾何学的立体図形に関する研究を行った。1509年に出版されることになるパチョーリの著書『神聖比率』の挿絵に使用する版画の下絵として、正多面体骨格モデルのドローイングを複数描いている。
残された手稿の内容から判断すると、レオナルドはさまざまな主題を扱った科学論文集を、ルネサンス期を代表する現代著名な科学者たちのレオナルド自身が研究の助手として研究に関わりながら出版する予定だったと考えられる。平易な文章で書かれた解剖学を扱った手稿は、枢機卿ルイ・ダラゴンの秘書官がフランスを訪れていた1517年に実施された解剖を、レオナルドが見学した体験から書かれているといわれている。
弟子のフランチェスコ・メルツィが編纂した解剖学、光や風景の表現手法に関するレオナルドの手稿が、1651年にフランスとイタリアで『絵画論』、ウルビーノ手稿とも呼ばれる）として出版された。1724年にはドイツでも出版されている。『絵画論』がフランスで出版後50年間で62版まで版を重ねたこともあって、レオナルドは「フランス芸術学教育者の始祖」と見なされるようになっていった。
科学分野でレオナルドが行った実験は当時の科学理論に適ったものだったが、物理学者フリッチョフ・カプラのようにレオナルドを徹底的に追求した研究者たちは、後世のガリレオ・ガリレイ、アイザック・ニュートンといった科学者たちと比べると、レオナルドは本質的にまったく別種の研究者であるとし、レオナルドの科学的理論と仮説は芸術、特に絵画と一体化したものだったと主張している。

### 解剖学に関する手稿

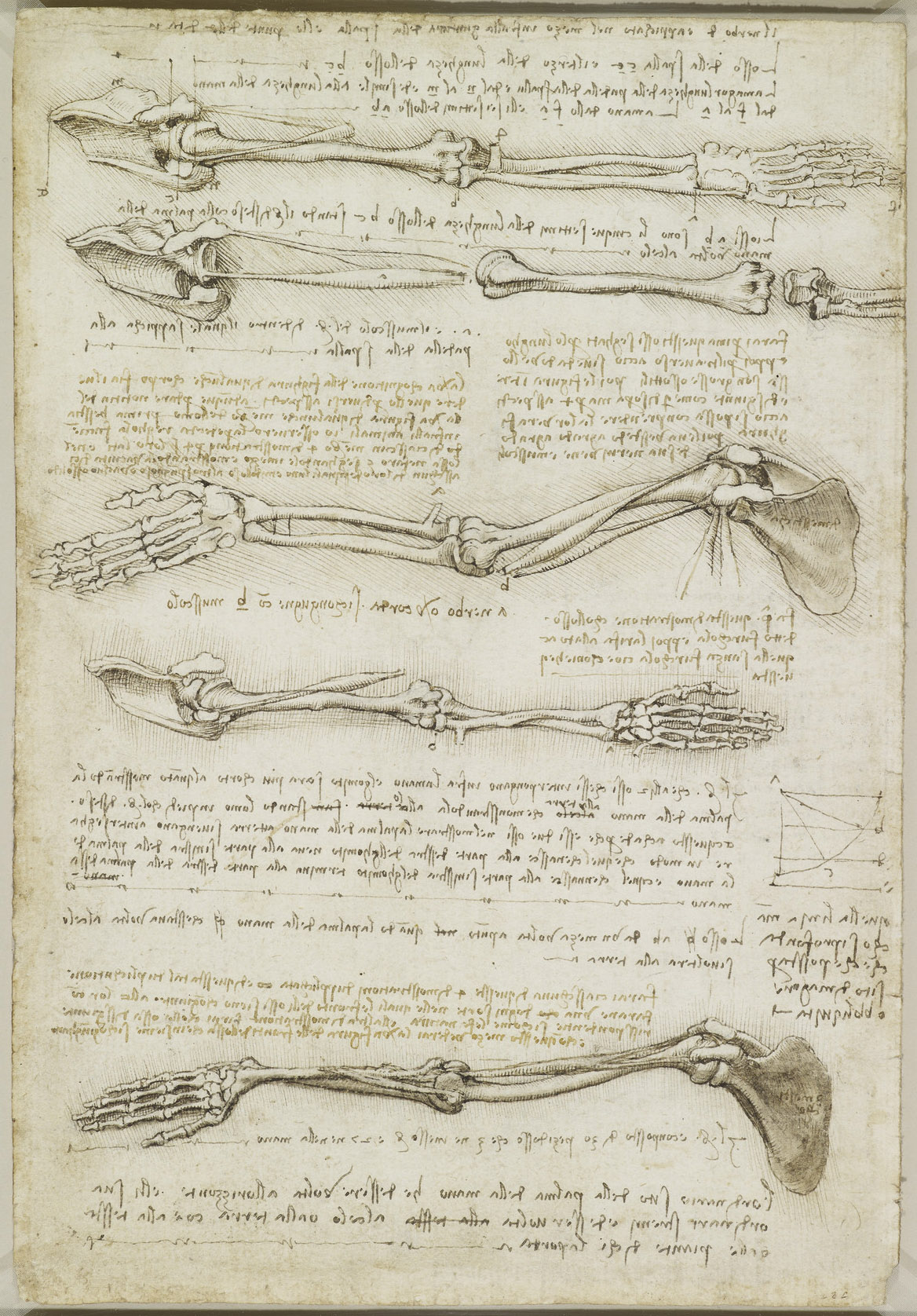
腕骨格の研究手稿、1510年頃。

レオナルドが人体解剖学の正式な教育を受け始めたのは、ヴェロッキオの徒弟時代のことで、これは師のヴェロッキオが弟子全員に解剖学の知識の習得を勧めたためである。レオナルドはすぐに画家にとって必要とされる局所解剖学の知識を身につけ、筋肉、腱など人体の内部構造を描いた多くのドローイングを残している。その中にはセックスを行っている男女の断面図も含まれる。
著名な芸術家だったレオナルドは、フィレンツェのサンタ・マリーア・ヌオーヴァ病院での遺体解剖の立会いを許可されており、さらに後にはミラノとローマの病院でも同様の立会いを許されている。
レオナルドは1510年から1511年にかけてパドヴァ大学解剖学教授マルカントニオ・デッラ・トッレとともに共同研究を行った。レオナルドは200枚以上の紙にドローイングを描き、それらの多くに解剖学に関する覚書を記している。
レオナルドの死後、これらの手稿を受け継いだ弟子のフランチェスコ・メルツィが出版しようとしたが、手稿の言及範囲の広さとレオナルド独特の筆記法のために作業は困難を極めた。結局メルツィの存命中には出版することができず、メルツィの死後50年以上にわたって作業は放置されてしまった。結局、1651年に出版された『絵画論』にも含まれることになる、解剖学に関する僅かな手稿のみが、フランスで1632年に出版されただけとなった。メルツィはレオナルドの手稿を出版するにあたってその編纂を任されていた時期に、多数の解剖学者や芸術家たちがレオナルドの手稿を研究しており、画家のヴァザーリ、チェッリーニ、デューラーらが、この手稿の挿絵をもとにした多くのドローイングを描いている。
レオナルドは筋肉や腱などと同じく、人体骨格を扱った手稿も多数制作している。骨格と筋肉の機能に関するこれらの研究は、現代科学でいうバイオメカニクスの初歩にも適用可能な先駆的研究ともいわれている。レオナルドは心臓や循環器、性器、臓器などの手稿も残しており、胎児を描いた最初期の科学的なドローイングを描いている。芸術家としてのレオナルドは綿密な観察によって、加齢による影響、生理学的観点からみた感情表出を記録し、特に激しい感情が人間に及ぼす影響について研究した。また、顔部に奇形や罹病跡をもつ人物のドローイングも多数描いている。
レオナルドは人間だけではなく、解剖に付された牛、鳥、猿、熊、カエルといった動物の解剖画も手稿に描いており、人間との内部構造の違いを比較している。また、馬に関する手稿も多く残している。
「ダ・ヴィンチ筋」手稿の中に図と所見が記録されている。鏡文字の記述によれば、鎖骨と胸骨をつなぐ小さな腱質の筋にある。

### 工学と創案に関する手稿

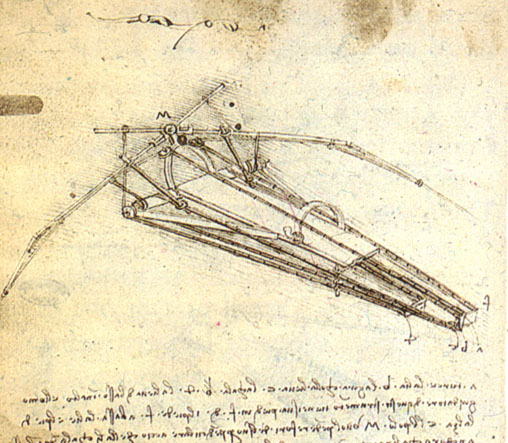
オーニソプターの概念図（1488年頃、フランス学士院）

存命時のレオナルドは工学技術者としても評価されていた。ミラノ公ルドヴィーコ・スフォルツァに宛てた書簡で、レオナルドは自らのことを都市防衛、都市攻略に用いるあらゆる兵器を作ることができると書いている。
1499年にフランス軍に敗れたミラノ公国からヴェネツィアへと避難したレオナルドは、当地で工学技術者の職を得て、都市防衛のための移動要塞を考案している。また、ニッコロ・マキャヴェッリも参画していたアルノ川流路変更計画にも、土木技術者として加わった。
レオナルドの手稿には、数多くの現実的あるいは非現実的な創案があり、楽器ヴィオラ・オルガニスタ、水圧ポンプ、迫撃砲、蒸気砲などの創案が含まれている。
1502年にレオナルドは、オスマン帝国スルタンのバヤズィト2世が構想した土木工事計画のために長さ200メートルにおよぶ橋の設計図を制作している。この橋はボスポラス海峡入り江の金角湾に架けられる予定だった。しかしながらバヤズィト2世はこのような大規模な土木工事は不可能だとして、この工事計画を承認しなかった。このときレオナルドがデザインした橋は、2001年にノルウェーで実施されたレオナルド・ブリッジ・プロジェクトで実際に建設された。
レオナルドはその生涯を通じて空を飛ぶことを夢見ていた。1505年頃の『鳥の飛翔に関する手稿』などで鳥の飛翔を研究し、ハンググライダーやヘリコプターのような飛行器具の概念図を制作している。イギリスのテレビ局チャンネル4は2003年のドキュメンタリー番組『レオナルドが夢見た機械』(Leonardo's Dream Machines)で、レオナルドの手稿に残る設計どおりに様々な器具を製作した。設計どおりに動作したものもあれば、まったく役に立たないものまで様々な結果となった。1506年にレオナルドと彼の友人でもあり、共同研究者でもあるトマス・マシニはフィレンツェ共和国のチェチェリ山で飛行実験を行うも失敗した。

## 関心のあった分野

### 軍事
16世紀初頭に、フィレンツェ共和国がピサに攻勢を仕掛け、ピサを包囲したが、ピサ側はアルノ川の舟運を使って海から物資を運び入れた。軍事にも関心のあったレオナルドは、アルノ川の流路を迂回させピサを経由しないようにする作戦を立案した。副官として従軍していたニッコロ・マキャヴェッリは、レオナルドの案を採用し、1504年から工事に取り掛からせたが、当時の土木技術には限界があり、アルノ川の流路変更工事は失敗に終わった。

## 名声と評価

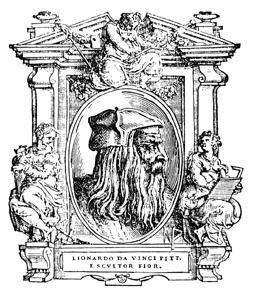
画家列伝でのレオナルド

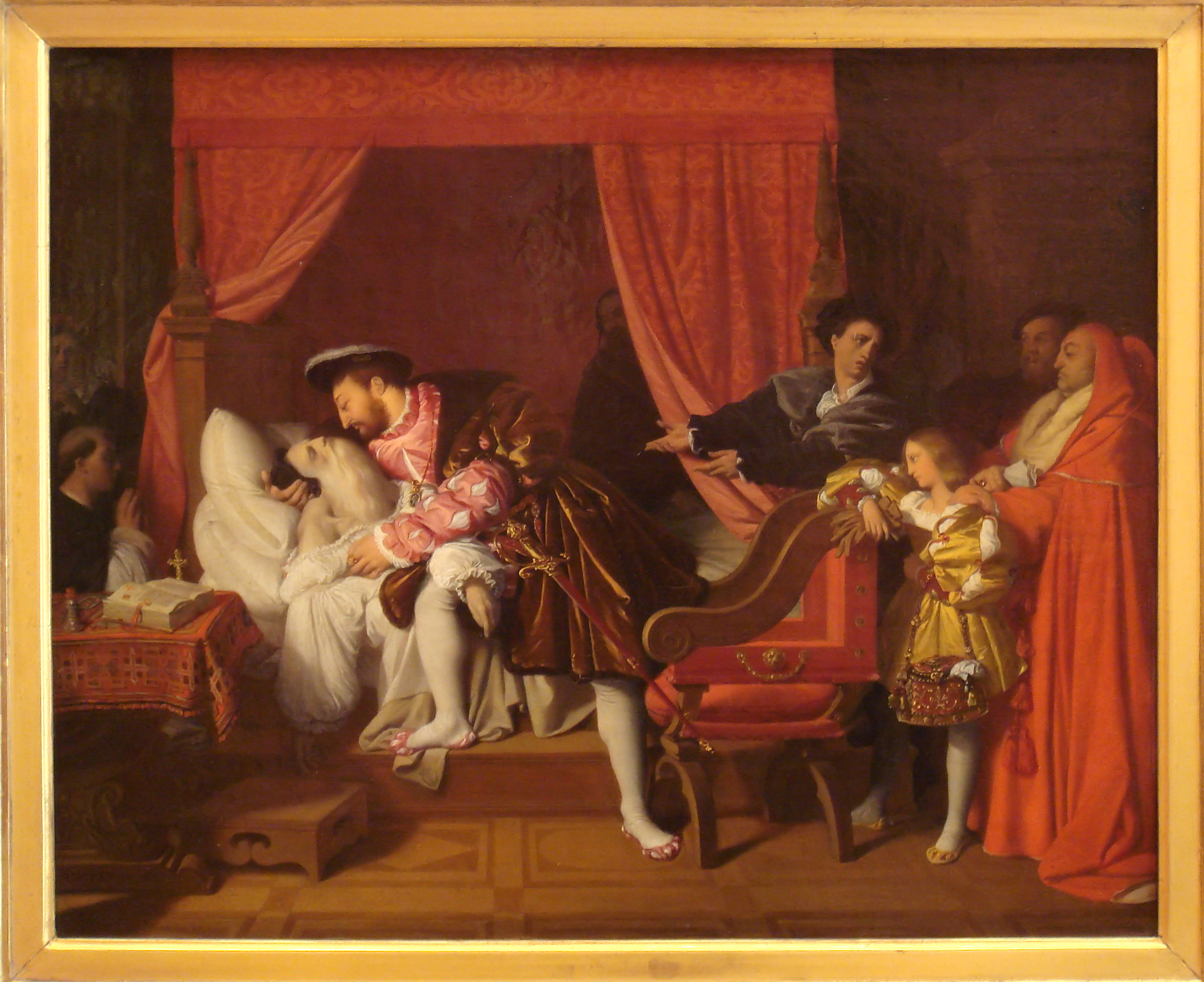
『レオナルド・ダ・ヴィンチの死』、ドミニク・アングル、1818年。レオナルドはフランス王フランソワ1世に看取られながら死去したという伝承をもとに描かれた作品。

レオナルドの名声は生前から一貫している、とよく誤解されている。当時はフランス王フランソワ1世がレオナルドをまるで戦利品であるかのようにフランスへと連れて行くほどだった。フランソワ1世は最晩年のレオナルドを支え、レオナルドはフランソワ1世の腕の中で息を引き取ったという伝承が残っている。
現在でもレオナルドの有名な美術作品を観るために大衆が列をなし、Tシャツにはレオナルドの絵画がプリントされ、作家たちはレオナルドの驚くべき博学さとその私生活についての考察を書き続け、史上最高の知性を持った人物であるとみなされている。
ヴァザーリは『画家・彫刻家・建築家列伝』の1568年に出版された第2版の、レオナルドの列伝冒頭で次のように紹介している。
画家、批評家、歴史家たちからの尽きることのない高い評価は、様々な賛辞となって表現されている。『宮廷人』の著者バルダッサーレ・カスティリオーネは1528年に「ほかに世界最高の画家がいたとしても、彼（レオナルド）の懸絶した芸術の前では顔色を失うだろう」とし、レオナルドの伝記を書いた、通称アノニモ・ガッディアーノと呼ばれる詳細不明の伝記作家は1540年に「彼（レオナルド）の才能は極めて稀なあらゆる分野に通暁したもので、万物が彼に味方しているかのような奇跡といえるものである」と賞賛している。しかし17世紀から18世紀に至ってはその名声は埋もれていった。ミケランジェロやラファエロ、ティツィアーノの圧倒的な影響力と比較すれば、レオナルドの存在感はほぼなかったと言ってもよいほどであった。

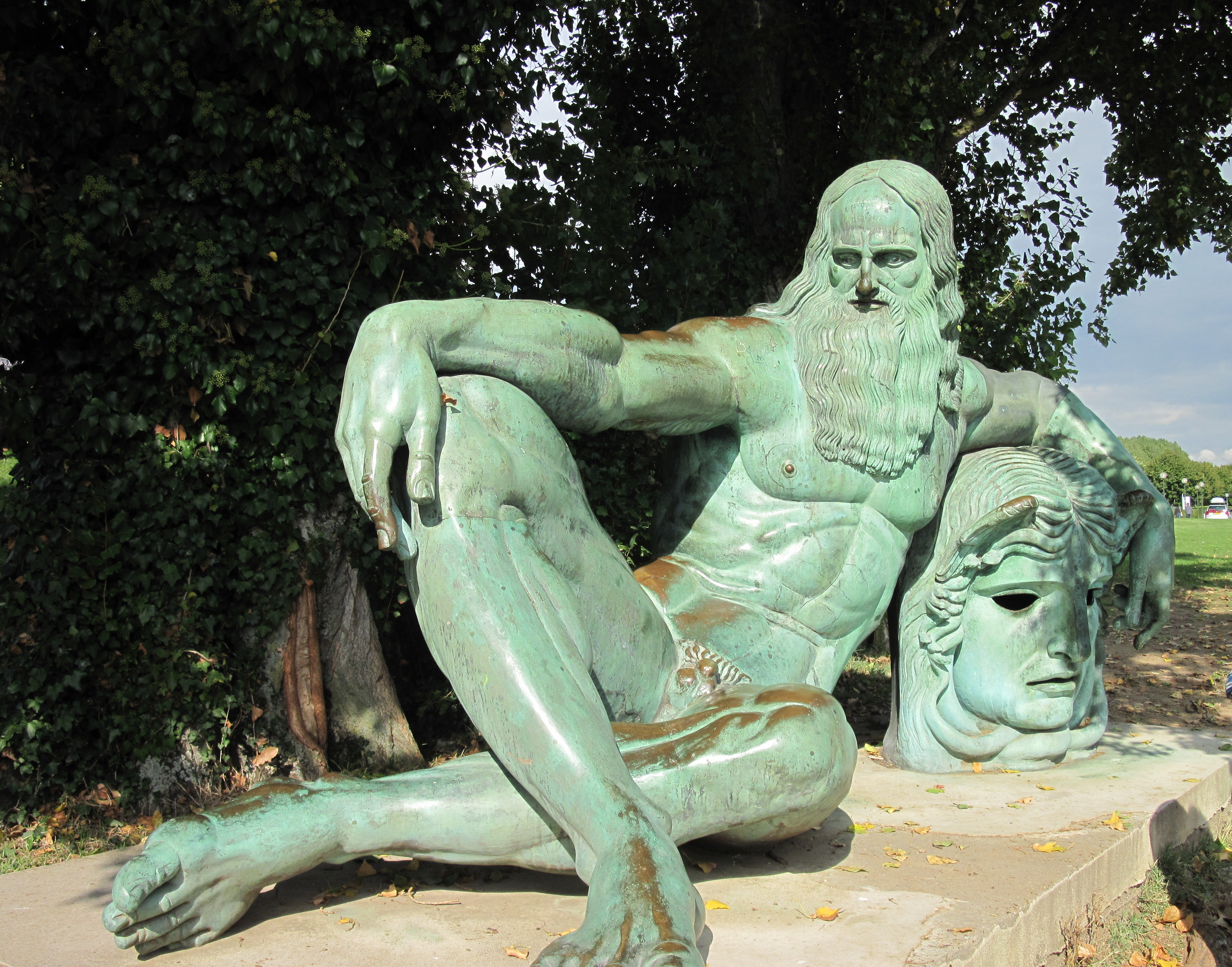
没地アンボワーズにあるレオナルドの銅像

19世紀はレオナルドの才能に対する賞賛が特に高まった時期となった。これはイギリスで活動したスイス人画家ヨハン・ハインリヒ・フュースリーが1801年に書いた「現代美術の夜明けといえる出来事だった。レオナルド・ダ・ヴィンチが、それまでの優れているとはいえなかった芸術を光輝に満ちたものへと一変させた。ただ一人の天才がすべてのことを成し遂げたのである」という文章によるものだった。A. E. リオも1861年に「彼（レオナルド）は、その才能の偉大さ、高貴さにおいて、あらゆる芸術家に抜きん出た存在だった」とレオナルドを評価した。
19世紀にはレオナルドが残した膨大な手稿が、その絵画作品と同様に広く知られるようになった。イポリット・テーヌは1866年に「これほど多彩な才能を持つ人間はおそらく他に存在しない。飽きるということを知らず、その探究心は無限であり、生まれながらに洗練された、同時代はもちろん、その後何世紀にもわたって群を抜いている人物である」としている。美術史家バーナード・ベレンソンは1896年に「レオナルドは真の天才といえる唯一の芸術家である。彼（レオナルド）が触れたものは、すべてが永遠の美へと姿を変えた。頭蓋骨の断面、雑草の構造、筋肉の習作などあらゆるものが、彼が持つ描線と陰影の感性によって永久の生命を吹き込まれたのである」と記している。
レオナルドの類稀な知性への関心は、衰えるところを知らない。専門家によるレオナルドの文章の研究と解釈、絵画作品への最先端の科学技術を駆使した分析によってその業績が明らかにされ、さらには、記録には残っているものの現存しないとされる作品の探索も試みられている。リアナ・ボルトロンは1967年の著書で「あらゆることに関心を示す彼（レオナルド）の好奇心が、さまざまな分野に対する知識を追い求めさせた。レオナルドは間違いなく比類なき万能の天才である。……レオナルドが没して5世紀が過ぎたが、未だにレオナルドは我々の畏敬の対象となっている」と記している。

## ダ・ヴィンチを描いた作品
ここでは、「ダ・ヴィンチ」をテーマにした作品だけを一覧にする。

### 映画
ダ・ヴィンチ・プロジェクト
2004年。レオナルド・ダ・ヴィンチの遺した名画「白貂を抱く貴婦人」を巡り、思惑と陰謀が絡み合うクライムミステリー。
ダ・ヴィンチ・コード
2006年。レオナルド・ダ・ヴィンチの名画に隠された暗号を解き明かし、キリスト教をめぐる人類史上最大の秘密に迫る。
ダ・ヴィンチ　トレジャー
2006年。レオナルド・ダ・ヴィンチが制作したとされる「トリノの聖骸布」に隠された謎を追う研究者たちの冒険を描く。
レオナルド・ダ・ヴィンチ 美と知の迷宮
2016年制作。レオナルド・ダ・ヴィンチの生まれ故郷であるトスカーナのヴィンチ村から、フィレンツェ、ミラノへと移り住んだ生涯をたどった映画。レオナルドの作品や、工学や自然科学への没頭、軍事技術や都市計画に関するスケッチなど、レオナルドの多才さが紹介されている。
ダ・ヴィンチは誰に微笑む
2021年制作。レオナルド・ダ・ヴィンチの最後の作品とされる《サルバトール・ムンディ》をめぐる謎と、美術界の闇を描いたドキュメンタリー映画。一般家庭に埋もれていた絵が、オークションで510億円に高騰したという実話をベースにしている。

### ドラマ
- 1972年 - レオナルド・ダ・ビンチの生涯
- 2013年 - ダ・ヴィンチと禁断の謎 (別名 ダヴィンチ・デーモン)
- 2021年 - レオナルド ～知られざる天才の肖像～

### ドキュメンタリー
- 1972年 - ダ・ヴィンチ ミステリアスな生涯
- 2004年 - ダ・ヴィンチ・コードの謎
- 2006年 - レオナルド・ダ・ヴィンチ・コード
- 2021年 - ダ・ヴィンチは誰に微笑む

### アニメ
- The Inventor (2023年のストップモーション・アニメ)

### 小説
- ダ・ヴィンチ・コード (ダン・ブラウン)
- 逆光のメディチ（藤本ひとみ 新潮文庫）

### 漫画
- 学習まんが人物館 レオナルド・ダ・ヴィンチ (小学館)
- レオナルド・ダ・ビンチ (ポプラ社 世界の伝記 コミック版 47)
- COCORO〈心〉（著： かわぐち　かいじ　講談社）